# マーロン・ブランド
マーロン・ブランド（Marlon Brando、1924年4月3日 - 2004年7月1日）は、アメリカ合衆国の俳優。

## 紹介
20世紀後半の映画で最も影響力がある俳優のひとりとされ、2つのアカデミー賞、2つのゴールデングローブ賞、カンヌ国際映画賞、3つの英国アカデミー賞など、6つの年代にわたって数多くの賞を受賞した。
ブランドは様々な問題の活動家でもあり、特に公民権運動と多くのネイティブ・アメリカンの活動に参加した。1940年代にステラ・アドラーに師事したブランドは、一般大衆にスタニスラフスキー・システムとメソッド演技法を広く知らしめた最初期の俳優に数えられる。
ブランドは当初、ブロードウェイにおいてテネシー・ウィリアムズの戯曲『欲望という名の電車』の主役スタンリー・コワルスキーを演じて好評を博し、1951年の映画版でも同役を演じることで最初のアカデミー主演男優賞ノミネートを受け名声を得た。ブランドは『波止場』のテリー・マロイ役の演技でさらなる評価を受け、初めてアカデミー賞とゴールデングローブ賞を受賞した。『乱暴者』における反抗的なバイク・ギャングのリーダー、ジョニー・ストラブラーの演技はポピュラー・カルチャーの永続的なアイコンと化した。ブランドは『革命児サパタ』でのエミリアーノ・サパタ役、シェイクスピアの戯曲『ジュリアス・シーザー』の1953年の映画版でのマルクス・アントニウス役、ジェームス・A・ミッチェナーによる1954年の小説の映画版『サヨナラ』（1957年）でのロイド・グルーヴァー空軍少佐役でアカデミー賞ノミネートを受けた。 
1960年代に入るとブランドのキャリアは商業的にも批評的にも陰りを見せた。ブランドはカルト西部劇『片目のジャック』の監督と主演を務めたが批評的にも興行的にも失敗に終わった。その後は『戦艦バウンティ』（1962年）を初めとして、数々の興行的な失敗作に立て続けに出演した。10年間の不振の末、ブランドはフランシス・フォード・コッポラの『ゴッドファーザー』におけるヴィトー・コルレオーネ役のスクリーン・テストを受けることに合意した。この役を得たブランドは2つ目のアカデミー賞とゴールデングローブ賞を受賞し、批評家からはキャリアで最高の演技と評価された。ブランドは「今日の映画業界におけるアメリカン・インディアンの扱い、そして最近起きたウンデット・ニーの占拠事件」を理由にアカデミー賞の受賞を拒否し、サチーン・リトルフェザーを代理人として賞の回収と拒否した理由を説明させた。『ゴッドファーザー』は 歴代興行収入上位の映画のひとつとなり、『ラスト・タンゴ・イン・パリ』での演技ではアカデミー賞にノミネートされ、ブランドは興行的スターとしての地位を再確立した。
1970年代前半の休止ののち、ブランドは『スーパーマン』（1978年）におけるジョー＝エル役、『地獄の黙示録』（1979年）におけるカーツ大佐役、『ジェネシスを追え』（1980年）のアダム・ステイフェル役など高収入の性格俳優として助演することで概ね満足しており、その後映画から9年の休止を取った。『ギネス・ブック』によれば、ブランドは『スーパーマン』において13日間の仕事で370万ドルの報酬と利益の11.75%を得たという。アメリカン・フィルム・インスティチュートにおいて、1950年代以前にデビューしたスターの中でブランドはベスト4位に選ばれた。『タイム』が1999年に発表した今世紀最も重要な人物100人においては俳優で選ばれた6名の内の一人である。このリストで、『タイム』はブランドを20世紀最高の俳優と評している。

## 生い立ちと教育
ブランドは1924年4月3日、ネブラスカ州オマハに化学飼料と駆虫剤の製造業を営んでいたマーロン・ブランド・シニア（1895年～1965年）とドロシー・ジュリア・ペネベイカー（1897年～1954年）の息子として誕生した。ブランドにはジョスリン（1919年～2005年）とフランセス（1922年～1995年）というふたりの姉がいた。彼の祖先は主にドイツ、オランダ、イングランド、アイルランドの系統である。ブランドの父方の祖先である移民ジョハン・ウィルヘルム・ブランドーは1700年代初頭にドイツのプファルツ地方からニューヨークに移住した。彼はまた、1660年頃にニューヨークに降り立ったフランスのユグノー、ルイス・デュ・ボアの子孫でもある。ブランドの母方の曾祖父マイルズ・ジョセフ・ガハンは南北戦争で看護兵を務めたアイルランド移民であった。1995年、アイルランドでインタビューを受けた際、ブランドは「人生でこれほど幸せなことはない。飛行機から降りたとき、感情が押し寄せてきた。ここにいるときほど、故郷にいると感じたことはない。真剣にアイルランドの市民権が欲しい」と話した。ブランドはクリスチャン・サイエンティストとして育てられた。

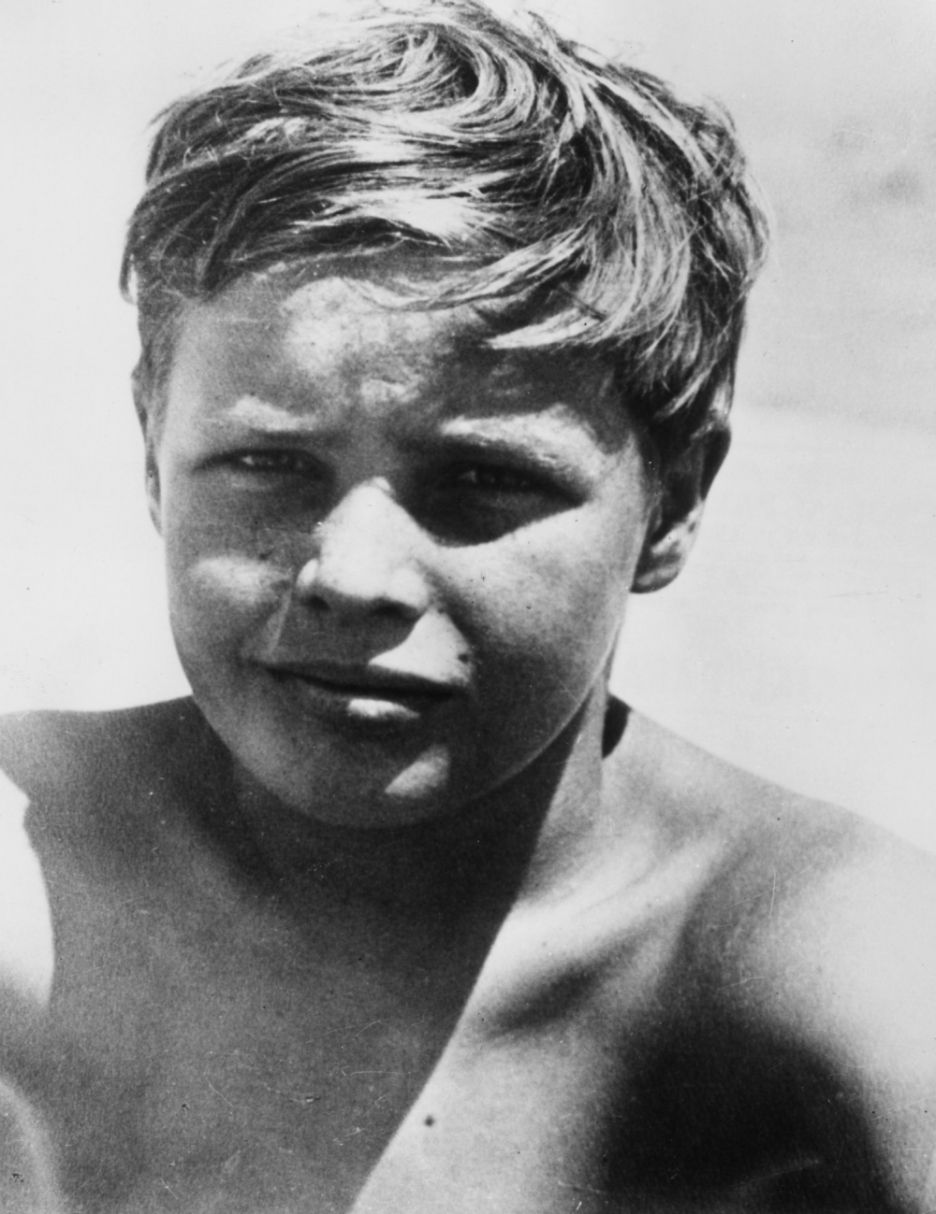
10歳のブランド

ドディと呼ばれた母親は、酒を飲みズボンを履き車を運転するなど、この時代においては珍しい女性であった。自身も女優で舞台の管理者であった母はヘンリー・フォンダのキャリアのスタートを助けた。しかしアルコール依存症であった彼女はシカゴのバーから夫の手によって運ばれることが多かった。自伝『母が教えてくれた歌』において、ブランドは母親について書くときに「彼女の酒癖の悪さが生んだ苦悩とは、我々の世話をするよりも酒を飲むことを好んだことだった」と悲しみを露わにしている。ドディとブランドの父親はやがてアルコホーリクス・アノニマスに参加した。ブランドは「彼と同じ名前だが、私のしたことで彼が喜んだことも興味を持ったことすらもない。彼は私が何も上手くできないだろうと嬉々として伝えてきた。私は何者にもなれないだろうと何度も言ってきた」と述べより深い憎しみを露わにした。4歳の時、ブランドはティーンエイジャーのガヴァネスから性的虐待を受けた。ブランドは彼女に愛着を抱き、彼女が去ったときには悲しみに暮れた。その後の生涯において、ブランドは彼女の喪失に苦しみ続けた。1930年頃、父親がシカゴで仕事をするためにブランドの両親はイリノイ州エバンストンに移住したが、ブランドが11歳の時、両親は別れた。母親は3人の子供をカリフォルニア州サンタアナまで連れて行きそこで自身の母親と暮らした。ブランドの両親は1937年までには和解し、次の年までにエバンストンを去って一緒にシカゴの小さな町リバティヴィルに移住した。1939年から1941年の間、ブランドは町の唯一の映画館ザ・リバティで案内人として働いた。
少年時代のニックネームが「バド」であったブランドは小さい頃からモノマネの達人であった。一緒に遊んでいる子どもたちの癖を吸収し、キャラクターのままでドラマチックに表現することができた。ブランドは近所の少年ワリー・コックスと知り合いふたりは1973年にコックスが世を去るまで親友同士であった。2007年のTCM伝記『Brando: The Documentary』において、少年時代の友人ジョージ・エングルンドは、ブランドの最初期の演技は母親をアルコールから遠ざけるため、家族の牧場にいるウシやウマのモノマネであったと回想している。始めに演技キャリアを追い始めたのは姉ジョスリンであり、彼女はニューヨークのアメリカン・アカデミー・オブ・ドラマティック・アーツに通った。ジョスリンはブロードウェイ、その後映画やテレビにも出演した。ブランドの姉フランセスはニューヨークでアートを学ぶために大学を中退した。ブランドは廊下でバイクに乗ったことでリバティヴィル高校を留年しやがて退学処分となった。
ブランドはかつて父親が在籍したミネソタ州にあるシャタック・ミリタリー・アカデミーに送られた。ブランドは演劇で才能を見せ学校でうまくいっていた。最終学年の時（1943年）、演習中に陸軍大佐への訪問を拒んだことで謹慎処分を受けた。彼は外出禁止命令が出ていたにもかかわらず町に遊びに出て見つかってしまった。教職員はブランドの退学処分に投票したが、処分が厳しすぎると考えた生徒たちはブランドの味方に付いた。ブランドは次の年に復学するように認められたが、自ら退学の道を選んだ。ブランドは父親の手配で夏に溝を掘る労働者として働いた。彼は陸軍への入隊を試みたが、身体検査においてシャタックでフットボール中に受けた傷により膝が故障しやすい状態であることが判明した。ブランドはIV-F（軍務における身体的不適格）と見なされ入隊できなかった。

### ニューヨークと演技
ブランドは姉を追ってニューヨークへ行き、アメリカン・シアター・ウィング・プロフェッショナル・スクール（ニュースクール大学の演劇ワークショップのひとつで有名なドイツの監督エルヴィン・ピスカトールの指導の下）で勉強した。1988年のドキュメンタリー『Marlon Brando: The Wild One』において、ブランドの姉ジョスリンは「彼は学校の演劇を楽しんでいた...演劇が唯一の楽しみだったからニューヨークへ行って演技を勉強することにした。それは彼が18歳の時のこと」と回想している。A&E『Biography』のブランドのエピソードにおいては、ジョージ・エングルンドはブランドがニューヨークで演技に没頭した理由として「そこでは受け入れてもらえた。批判されることはなかった。人生で初めて人に褒められた」と述べている。ニューヨークに来て最初の数ヶ月は友人宅のソファで眠った。ブランドは一時期、のちに4度エミー賞を獲得するブロードウェイ・プロデューサー、ロイ・ソムリオと暮らした。
ブランドはステラ・アドラーの熱心な生徒、支持者であり彼女からスタニスラフスキー・システムの技術を学んだ。この技術では、俳優が内側の側面も外側の側面も探求し、演じるキャラクターを最大限に表現することを奨励している。ブランドの特異な洞察力とリアリズムの感覚は最初の頃から歴然としていた。ブランドを教えている時のことをアドラーはよく口にした。彼女は生徒たちにニワトリの演技をするように指示を出し、もうすぐ核爆弾が落ちてくると付け加えた。生徒のほとんどが鳴いて走り回る中、ブランドは落ち着き払って卵を産む動作を続けた。なぜそのような反応をしたのかとアドラーに問われたブランドは「ニワトリが爆弾について何を知っている？」と答えた。一般的にメソッド俳優と言われるが、ブランドはこれを否定している。ブランドはリー・ストラスバーグの教えを嫌っていると発言した。
ちょっと成功した後、リー・ストラスバーグが私に演技を教えたと言って自分の手柄にしようとしてきた。彼から何か教わったことはない。言い逃れできるとわかれば太陽と月だって自分の発明だと言いかねない人間だ。彼は野心家で、アクターズ・スタジオに通う人々から搾取する自分勝手な男だ。自分を演技の神託か教祖のように見せたがっている。彼を崇拝する人もいるが私には理由がわからない。土曜日の朝にアクターズ・スタジオに行くことがあったがそれはエリア・カザンが教えていたからだ。そこには美人の女の子たちが大勢いたがストラスバーグからは演技を教わっていない。ステラとのちにカザンが教えてくれた。
最初に映画に自然なアプローチを持ち込んだのはブランドである。オンラインのMasterclassにおけるダスティン・ホフマンによれば、監督がアクションを言った後でもブランドはよくカメラマンや他の俳優たちに週末はどうだったか話しかけていたという。ブランドはそれほどまでに自然にセリフが出ると感じてからようやくセリフを言い始めたのだという。2015年のドキュメンタリー『マーロン・ブランドの肉声』において、ブランドは、以前の役者は朝食のシリアルのよう（予測できるという意味）であったと話している。批評家はのちにブランドがトラブルを起こしていると評したが、共演者たちはただのテクニックの一環に過ぎないと話している。

## キャリア

### 初期のキャリア：1944年 - 1951年
ブランドはロングアイランドのセイヴィルにおいてサマー・ストック（夏のみの興業）の劇でスタニスラフスキー・システムを使った。ブランドは出演した複数の舞台で不安定で反抗的なパターンを確立した。彼はその振る舞いによりセイヴィルにおけるニュー・スクールの製作から追い出されたが、そこですぐに地元の製作劇に出演した。その後、1944年、ブランドはビタースウィート・ドラマ『I Remember Mama』でマディ・クリスチャンズの息子を演じブロードウェイに進出した。『O Mistress Mine』においては、ランツ家がブランドにアルフレッド・ランツの息子を演じることを望み、ランツ自身がブランドにオーディションのコーチまで行ったが、ブランドはオーディションでセリフを読むことさえ拒んで雇われなかった。ニューヨーク・ドラマ・クリティックスは『Truckline Cafe』（興行的には失敗であったが）での苦痛に満ちた退役軍人の演技を見てブランドを「最も有望な若手俳優」に選んだ。1946年、ブランドはアクターズ・エクイティ・レート以上の報酬を拒んで政治ドラマ『A Flag Is Born』に若きヒーロー役でブロードウェイ出演を果たした。同年、ブランドはキャサリン・コーネルの代表作で彼女によるリヴァイヴァル製作『キャンディダ』においてコーネルと共演しマーチバンクス役を演じた。コーネルは同じ年にジャン・アヌイの『Antigone』でもブランドをメッセンジャー役でキャストした。ブランドはまた、ユージン・オニールの『氷人来る』のブロードウェイ初上演において主要人物を演じるチャンスがあったが、長大な台本を読んでいる内に眠りに落ちたことと作品を「下手な台本、無様な製作」と表現したことで断った。

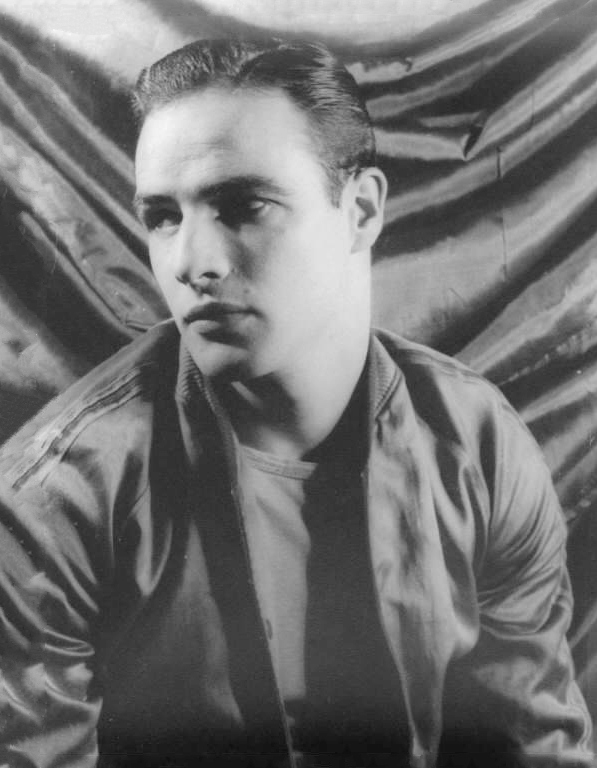
1948年のブランド

1945年、ブランドのエージェントはジャック・ウィルソン製作の『双頭の鷲』でタルラー・バンクヘッドとの共演を勧めた。バンクヘッドは1946年～1947年の旅回りに同行するためウィリアムズが彼女のために書いた『欲望という名の電車』のブランチ・デュボア役を断っていた。バンクヘッドはブランドの才能を見抜き、メソッド演技を軽蔑していた（ブロードウェイのベテランの多くがそうだった）にもかかわらず、オーディションでうまくいかなかったブランドを雇った。バンクヘッドは年が近いこととアルコール依存症であったことからブランドに母親を想起させ、ふたりはブロードウェイ・ツアー前に意気投合した。

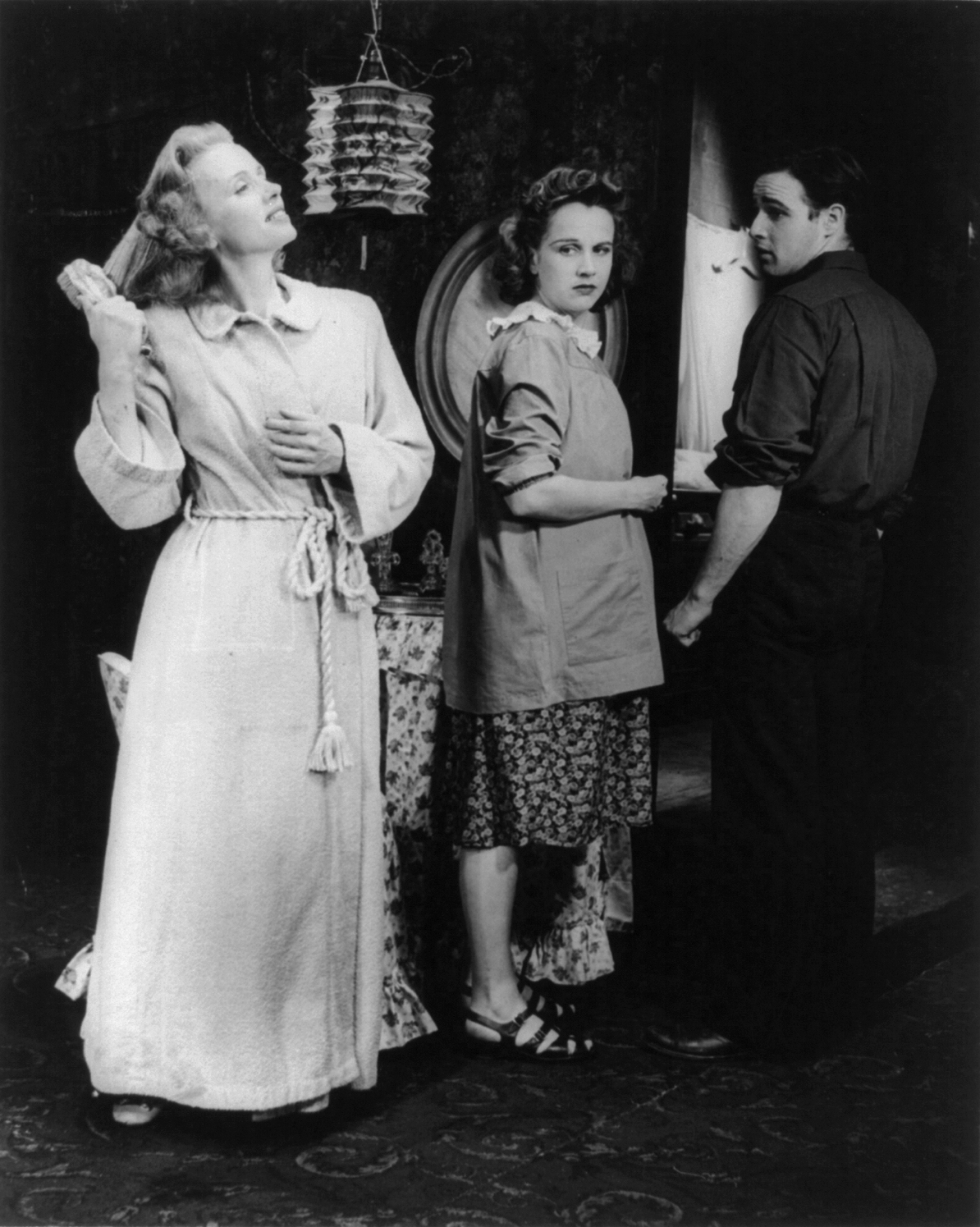
左から右へ: 1947年のブロードウェイ製作『欲望という名の電車』初演におけるジェシカ・タンディ、キム・ハンター、ブランド

巡業が始まってから数週間後、彼らはボストンにたどり着いたが、バンクヘッドは扱いが難しいブランドを解雇しようとしていた。これはブランドのキャリアにとって最大のチャンスとなった。ブランドは自由の身となりエリア・カザンが監督を務めるテネシー・ウィリアムズの1947年の戯曲『欲望という名の電車』でスタンリー・コワルスキー役を演じることができるようになったためである。さらに、バンクヘッド自身もブランチ役を断るウィリアムズへの手紙で、辛辣ではありながらもブランドを強く推薦している。
キャスティングについてひとつ提案があります。この獰猛なスタンリー・コワルスキーというキャラクターにフィットする俳優を知っています。繊細さや優雅さなど全く持ち合わせていないブタのような男です。マーロン・ブランドは完璧なスタンリーになるでしょう。私はこの卑劣漢を戯曲『双頭の鷲』から解雇しました。彼が仕事を探していることは間違いありません。
クラウディア・ロス・ピアポントは、ジョン・ガーフィールドが最初に役に選ばれたが「不可能な要求」をしたと書いている。圧倒的に経験が少ない（そして役には若すぎる）ブランドを起用したのはカザンの選択であった。ブランドは地元のジムで学んだボクサー、ロッキー・グラジアノをスタンリー役の参考にした。グラジアノはブランドが誰か知らなかったが、この若者から渡されたチケットを手に上演に姿を見せた。
1947年、ブランドは小説『Rebel Without a Cause』（1944年）のワーナー・ブラザース初期脚本のためのスクリーン・テストを受けた。映画は結局、ブランドなしで1955年に公開された。スクリーン・テストの様子は2006年発売の『欲望という名の電車』DVDの特典に収録されている。

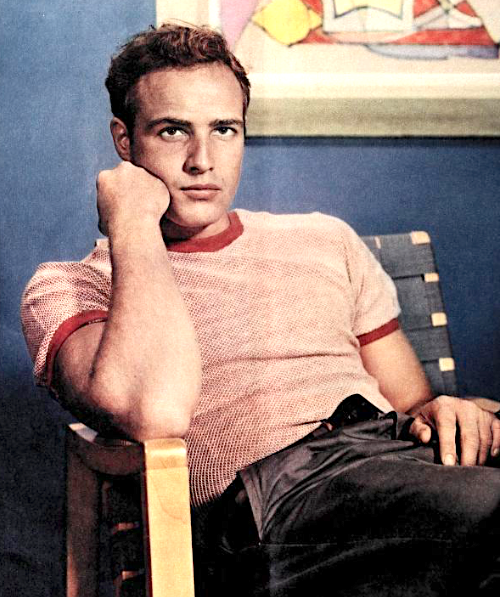
1950年のブランド

ブランドの映画デビューは『男たち』（1950年）における下半身不随の退役軍人役であった。彼は役に備えるためヴァン・ナイズにあるバーミンガム・アーミー・ホスピタルで1ヶ月過ごした。
ブランドによると、彼の徴兵区分が4-Fから1-Aに変わったのはこの映画が理由ではないかという。ブランドは膝の手術を受けたことで身体的に軍隊から拒否される理由はなくなったのである。徴兵検査場に報告に行ったブランドはアンケート用紙の人種欄に「人間」、肌の色欄に「季節によってオイスター・ホワイトからベージュ」と書き、陸軍医師に神経症を患っていると話した。徴兵委員会がブランドを精神科医に会わせると、ブランドはミリタリー・スクールを退学になったことや権威と大きなトラブルになることを説明した。偶然にもその精神科医はブランドの友人である医者と知り合いであった。ブランドは朝鮮戦争中の従軍を避けることができた。
キャリアの初期から、ブランドはセリフを覚える代わりにカンペを使い始めた。ともに仕事をした複数の監督たちからの反対にもかかわらず、ブランドはこのやり方が演技にリアリズムと自発性を持ち込むと感じていた。そうしなければ、脚本家のスピーチを引用しているだけであると考えていた。テレビドキュメンタリー『The Making of Superman: The Movie』においてブランドは下記のように説明している。
言葉を知らなくても何を言うべきかぼんやりとわかっていれば、あとはカンペを見ることでうまくいけば観客に感情を伝えることができる。その人物は何を言うかまだ知らないので、頭の中で言葉を探しているのだ。
しかし、ブランドがカンペを使うのは怠惰やセリフを覚えることができないためであると考える者もいた。『ゴッドファーザー』のセットでなぜセリフをプリントしておくのかと問われたブランドは「そうすれば読むことができるからだ」と答えた。

### 有名に：1951年 - 1954年
ブランドは映画版『欲望という名の電車』（1951年）でスタンリー・コワルスキー役を再演した。この役はブランドの最高の演技のひとつに数えられる。ブランドは初めてアカデミー賞の主演男優賞カテゴリでノミネートを受けた。

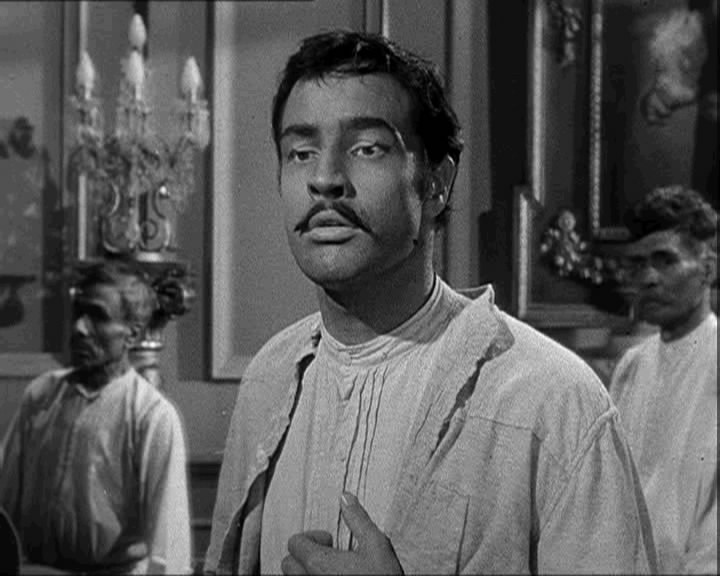
『革命児サパタ』（1952年）でエミリアーノ・サパタを演じるブランド

翌年もメキシコの革命家エミリアーノ・サパタのフィクション化された人生伝『革命児サパタ』（1952年）でノミネートを受けた。この映画では貧困層で育ったサパタが20世紀初頭に戦士となりやがて死ぬまでを描いている。エリア・カザンが監督を務め、アンソニー・クインが共演した。伝記『Marlon Brando: The Wild One』において、サム・ショウは「映画が始まる前、彼は密かにメキシコを訪れサパタが過ごした町、生まれた町を訪問した。そこで人々の会話のパターン、立ち振る舞い、動きを学んだ」と述べている。『タイム』や『ニューズウィーク』が絶賛レビューを書くなど、ほとんどの批評家は映画そのものよりブランドに注目した。
何年ものち、自伝においてブランドは「プロとして尊敬し個人として好きだったトニー・クインは私の兄を演じた。しかし撮影中、彼はとてつもなく私に冷たかった。共演シーンの撮影では辛辣さを感じた。仕事が終わって飲みに誘うと断るか、不機嫌になってほとんど何も言わなかった。理由を知ったのは何年も後のことだった」と述懐している。作中、ふたりの緊張感を作り上げるため、ガッジ（カザン）がクイン（ブランドが終わったのち、ブロードウェイでスタンリー・コワルスキー役を引き継いだ）に、ブランドが彼の演技に満足していないと伝えたのであると、ブランドは説明している。望んだ効果が得られた後もカザンはクインにミスリードしたことを伝えていなかったのである。何年も経て、お互いに情報を共有したことでブランドとクインは欺されていたことに気づいたのであった。
ブランドの次作『ジュリアス・シーザー』は高い評価を受けた。ブランドはマルクス・アントニウスを演じた。ほとんどがブランドの才能を認めたが、批評家の一部はブランドのぶつぶつつぶやく話し方と特異性が演技基礎の欠如を隠したと評した。彼のキャスティングが発表されると成功の見通しに疑問を呈する者もいた。ジョーゼフ・L・マンキーウィッツが監督を務め、イギリスの舞台俳優ジョン・ギールグッドが共演した本作で、ブランドは特にマルクスの「友よ、ローマ人よ、同胞よ」のスピーチで堂々とした演技を披露した。ギールグッドはブランドの演技に感銘を受けハマースミス・シアターでフルシーズンのオファーをしたがブランドは断った。ブランドの伝記でステファン・カンファーは「マーロンの自伝ではこの映画について一言だけ語られている。イギリスのプロ俳優たちの中で"映画セットまで歩きマルクス・アントニウスを演じることは馬鹿げたことだ"。またもやブランドは自己を中傷しているのである。そしてそれは間違っている」と書いている。カンファーはまた、上映後にジョン・ヒューストンが「なんてことだ！まるで炉の扉が開くようだ - 心がスクリーンから飛び出してきたようだ。こんなことができる俳優を他に知らない」とコメントしたことも付け加えている。『ジュリアス・シーザー』撮影中、ブランドはエリア・カザンが議会の調査団に協力し下院非米活動委員会（HUAC）に「容疑者たち」の名前を売ったことを知った。ブランドは指導者の決断に怒りを覚えたが、『波止場』ではもう一度彼と組んでいる。「完璧な人間はいない」、「ガッジは他人を傷つけたが一番傷ついたのは彼自身だ」とブランドはのちに回顧録に記している。
1953年、ブランドは『乱暴者』にも出演し自身のトライアンフ・サンダーバード6Tモーターサイクルに乗った。乱暴なバイク・ギャングが小さな町を乗っ取るという物語であったため、トライアンフの輸入者たちは映画で使われることに反対した。この映画は当時としては過激な暴力描写で批判され、『タイム』は「映画の効果は公共の問題に光を当てることではなく観客の血管にアドレナリンを打ち込むことだ」と書いた。ブランドはハンガリー人のラズロ・ベネディク監督とはほとんど意見が合わず、共演者のリー・マーヴィンとも仲が良くなかったと言われている。
ブランドは困惑を口にしたが、この映画は反抗的な10代の若者たちに人気となり、ブランドは新たなロックンロール世代や将来のスター、ジェームズ・ディーンやエルビス・プレスリーのロール・モデルとなった。映画公開後、レザー・ジャケットやバイクの売り上げは爆発的に伸びた。自伝でこの映画を振り返ったブランドは、時代を経てあまり名作ではなくなったと結論づけたが下記のように述べている。
映画や舞台で演じるとき、多くの点で私はジョニーに近いと感じた。このため、脚本で想定されていたよりもより繊細で同情的に演じたと思う。「誰の指図も受けない」と彼がうなるセリフがあるがそれこそ私が人生で思い続けていたことだ。
同じ年、ブランドはジョージ・バーナード・ショーの『武器と人』のサマー・ストック・プロダクションでアクターズ・スタジオのウィリアム・レッドフィールドと共演した。

#### 『波止場』
1954年、ブランドは沖仲仕の中で巻き起こる組合の暴力や汚職を描いた犯罪ドラマ映画『波止場』に出演した。この映画はエリア・カザンが監督し、バッド・シュールバーグが脚本を担当した。他にカール・マルデン、リー・J・コッブ、ロッド・スタイガー、映画デビューのエヴァ・マリー・セイントらが出演している。当初、役をオファーされた際、未だにカザンがHUACに証言したことに腹を立てていたブランドが難色を示したため、テリー・マロイ役はフランク・シナトラに決まりかけていた。伝記作家ステファン・カンファーによれば、監督はホーボーケン（映画の舞台で撮影もここで行われた）で生まれ育ったシナトラであればマロイ役を演じられると考えていた。しかしプロデューサー、サム・スピーゲルがブランドを求め$100,000で契約した。「いつだって誰よりもブランドの方が良い」という理由でカザンは反対しなかった。

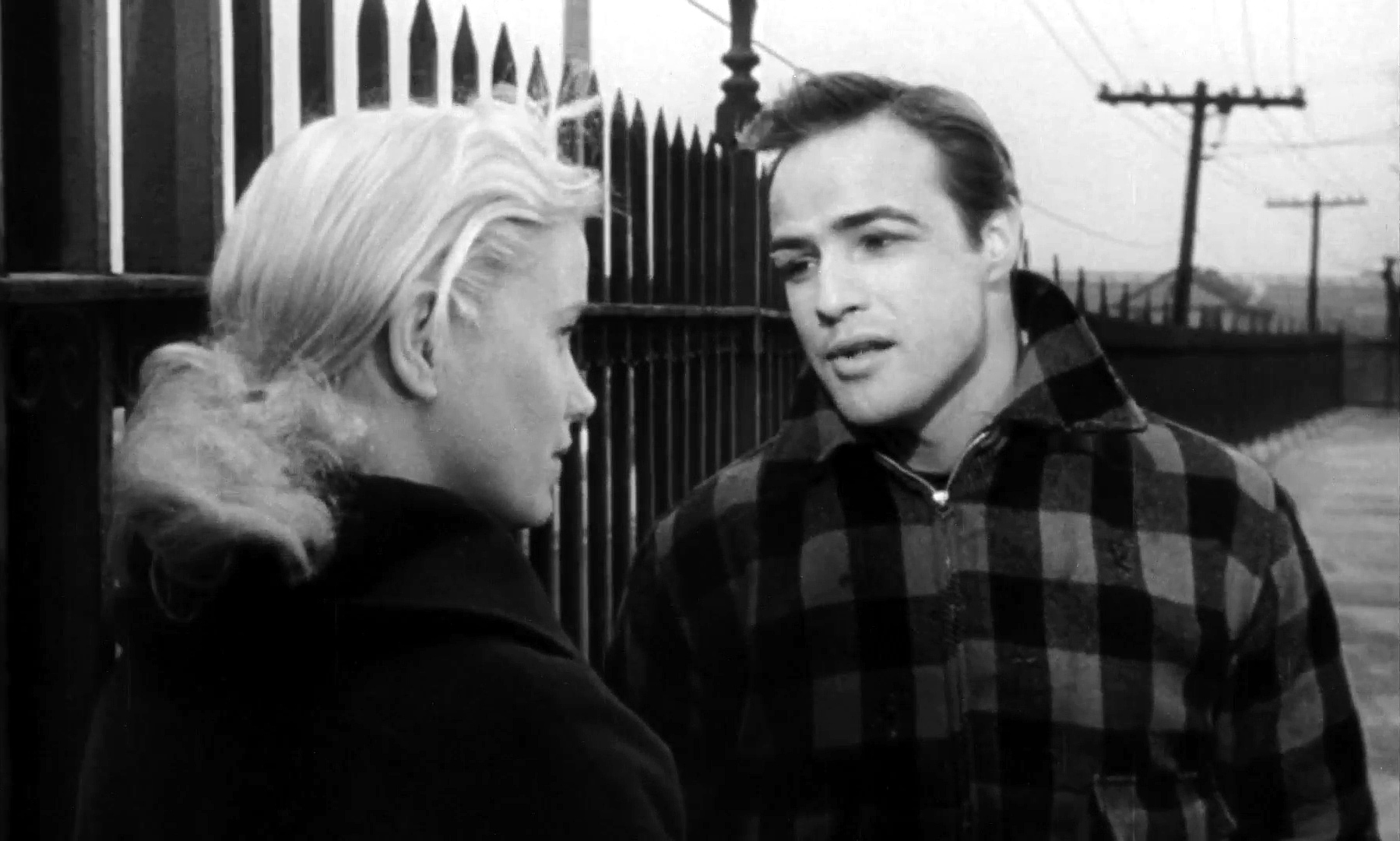
『波止場』（1954年）において、エヴァ・マリー・セイントとブランド

『波止場』において、アイルランド系アメリカ人の沖仲仕テリー・マロイを演じたブランドはアカデミー主演男優賞を受賞した。エヴァ・マリー・セイントとの親密さや監督の演出によって裏打ちされた演技は「離れ業」と評された。「一流になれていたかもしれない」とテリーが過去を嘆くシーンにおいては、ブランドは脚本のシーンがリアルではないとカザンを説得した。シュールバーグの脚本では、ブランドは兄チャーリー役のロッド・スタイガーに銃を突きつけられたまま演技をすることになっていた。ブランドは「テリーは兄が引き金を引くと信じられるはずがなく、銃を突きつけられたまま話ができるはずがない」と述べ穏やかに銃を押しやることを主張した。カザンはブランドに即興で演じさせ、のちにブランドの深い本能的な理解についてこう述べている。
彼の演技で並外れている点は、私が思うに、タフガイとしての外見と非常にデリケートで紳士的な行動の表現である。兄が銃を突きつけ恥ずべき事を強要してきたときに銃に手をやって優しく押しのける他の俳優がいるだろうか？「ああ、チャーリー！」を愛と憂鬱を込めて非難するトーンで発し、恐ろしい痛みの深さを暗示することができる俳優が他にいるだろうか？アメリカの映画史に俳優によるより良い演技が存在するとすれば、私はそれを知らない。
公開後、『波止場』は批評家からいくつも評価を受け、1954年に北アメリカで約420万ドルの収入を上げ、興行的に成功した。1954年7月29日の『ニューヨーク・タイムズ』レビューで批評家A・H・ウェイラーは映画を「珍しいほどパワフルで刺激的で、才能あるプロたちによる想像力あふれるスクリーンの使い方である」と評し絶賛した。映画評論家ロジャー・イーバートはブランドとカザンがアメリカ映画の演技を永遠に変えたと述べて映画を褒め称え、「最高の映画」リストに付け加えた。自伝においてブランドは「ガッジが完成した映画を見せてくれた日、自分の演技に深く失望し立ち上がって映写室から出た...大失敗したと思った」といつも通り自身の演技を批判している。アカデミー主演男優賞を受賞したブランドのオスカー像は盗まれた。それはのちにロンドンのオークション・ハウスで発見され、ブランドに所在地の連絡がなされた。
劇中でマロイが発した
"You don't understand! I coulda had class. I coulda been a contender. I could've been somebody, instead of a bum, which is what I am."

（「違う、タイトルを取れたんだ。多少は大きな顔もできる身になれた。見ろ、今のこの俺はただのヤクザだ」）
はアメリカン・フィルム・インスティチュートが選ぶアメリカ映画の名セリフベスト100にて第3位に選ばれている。

### 興行的成功と監督デビュー：1954年 - 1959年
『波止場』ののち、ブランドはトップスターの地位に留まり続けたが、批評家たちは彼の演技を手抜きや初期の、特にカザンの作品で見られた激しさや献身が見られなくなったと評するようになった。彼は1954年の映画『デジレ』でナポレオン・ボナパルトを演じた。共演者ジーン・シモンズによれば、ブランドは契約上この映画に出演しなければならなかったという。ブランドは役柄に対してほとんど努力せず、脚本が気に入らないと発言し、のちに作品そのものを「表面的で陰気」として批判した。ブランドは特にヘンリー・コスター監督を軽蔑した。
ブランドとシモンズはミュージカル『ガイズ&ドールズ』の1955年の映画版で再び共演した。この『野郎どもと女たち』はブランドの最初で最後のミュージカル出演であった。『タイム』はこの映画を「感情的にオリジナルの偽物である」と評価しブランドは「時として平板になる遠くから聞こえるテノールで歌っている」と表現した。1955年初期にエドワード・R・マローの「Person to Person」インタビューに登場したブランドは歌声に問題があることを認め、「とてもひどい出来」だと話した。1965年のドキュメンタリー『Meet Marlon Brando』では、完成品で聞こえる歌声は無数のテイクをつなぎ合わせて一つにしたものであると明かし、のちに「音符に合わせて歌うことが出来なかった。時として大きく音を外すこともあった...ある歌では言葉をぎっしりとつなぎ合わされたせいでカメラの前で歌おうとしたときほとんど窒息しそうだった」と冗談を述べた。ブランドと共演者フランク・シナトラとの関係も張り詰めたもので、ステファン・カンファーは「ふたりの男は正反対だった。マーロンは撮り直しを要求しフランクは繰り返しを嫌った」と述べている。最初のミーティングにおいて、シナトラは「これ以上アクターズ・スタジオのでたらめは必要ない」と一蹴したという。ブランドはのちに、「フランクは死後天国に行き、神を困らせて脱毛症にするような男だ」と皮肉を述べた。フランク・シナトラはブランドを「世界でもっとも過大評価された俳優」として彼を「マンブルス（ぶつぶつ言う）」と呼んだ。
ブランドは『八月十五夜の茶屋』（1956年）において戦後日本で米軍の通訳を務めるサキニを演じた。ポーリン・ケイルは特にこの映画に感動しなかったが、「マーロン・ブランドはピクシーのような通訳サキニを演じることを渇望していた。おかしなアクセントで話したり、少年のようにニヤニヤ笑ったり、体を前に曲げたり足を奇妙に動かしたりするスタントをまるで楽しんでいるかのようだった。彼は無害なほど親切だが（当然映っていない時は登場してほしいと願う）、この風変わりでお茶目な役柄では彼の才能は引き出せないし、無名の俳優が演じるよりうまく出来ていないかもしれない」と述べた。『サヨナラ』（1957年）にアメリカ空軍士官役で出演すると『ニューズウィーク』に「2人が出会うつまらない物語」の作品と書かれたが、興行的には成功した。ステファン・カンファーの伝記によれば、ブランドのマネージャー、ジェイ・カンターは興行収入の10%がブランドに行く有利な契約のために交渉し、彼を百万長者にした。この映画は異人種間結婚を大きく描いていたため議論を呼んだが、ブランドの主演男優賞ノミネートを含む10のアカデミー賞ノミネートを受ける大ヒットとなった。この作品は4つのアカデミー賞を受賞した。『八月十五夜の茶屋』と『サヨナラ』はブランドがこの後10年間作り続けた社会的なメッセージを含む最初の作品であり、ブランドはペネベイカーという自身の製作会社を設立すべくパラマウントと協定を結んだ。設立目的は「世界を改善する社会的価値」を含む映画を製作することであった。会社の名前は1954年に世を去った母親にちなんで付けられた。ブランドは母親の死によって悲しみに打ちひしがれたという。伝記作家ピーター・マンソはA&Eの『バイオグラフィー』で、「母親はブランドに、他の誰も与えることができない承認を与えることが出来る人物だった。母親の死後、マーロンは気にすることをやめたようだ」と話している。ブランドはペネベイカーの経営に父親を指名した。
1958年、ブランドは金髪に染め、ドイツ訛りを真似て『若き獅子たち』に出演したが、のちに説得力がなかったと認めている。アーウィン・ショーの小説の映画化であり、クリスチャン・ディーストルを演じたブランドの演技は物議を醸した。ブランドはのちに「オリジナルの脚本は原作に忠実だった。すべてのドイツ人はショーによって風刺画に塗りつぶされ、特にクリスチャンはナチズムの悪いところすべてのシンボルのように描かれていた。クリスチャンは意地が悪く、不快で悪意に満ちた悪のクリシェのような人物だった...私は世界に本質的に"悪"の人間はいないが、簡単に流されてしまうとストーリーが示すべきであると考えた」と書いた。ショーとブランドはデヴィッド・シェーンブルンのCBS通信のテレビインタビューにともに出演し、誇張されたやりとりの後、ショーがブランドは他の俳優と同じで純粋な悪を演じることが出来ないと批判した。「キャラクターを創るのは俳優以外の何者でもない。私が役を演じ彼が存在する。彼は私の発明だ」と言い返した。『若き獅子たち』はブランドが友人にしてライバル、モンゴメリー・クリフトと共演した（一緒に映るシーンはない）唯一の作品である。ブランドは『蛇皮の服を着た男』（1960年）に出演し、アンナ・マニャーニと共演して10年を締めくくった。この映画はテネシー・ウィリアムズの戯曲を原作としている。

### 『片目のジャック』と『戦艦バウンティ』

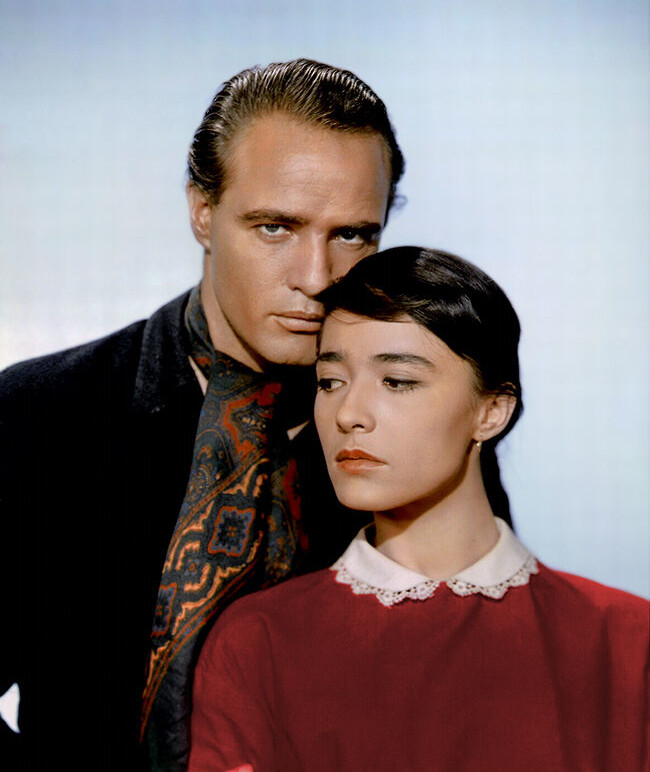
『片目のジャック』（1961年）の宣伝用写真に写るブランドとピナ・ペリサー

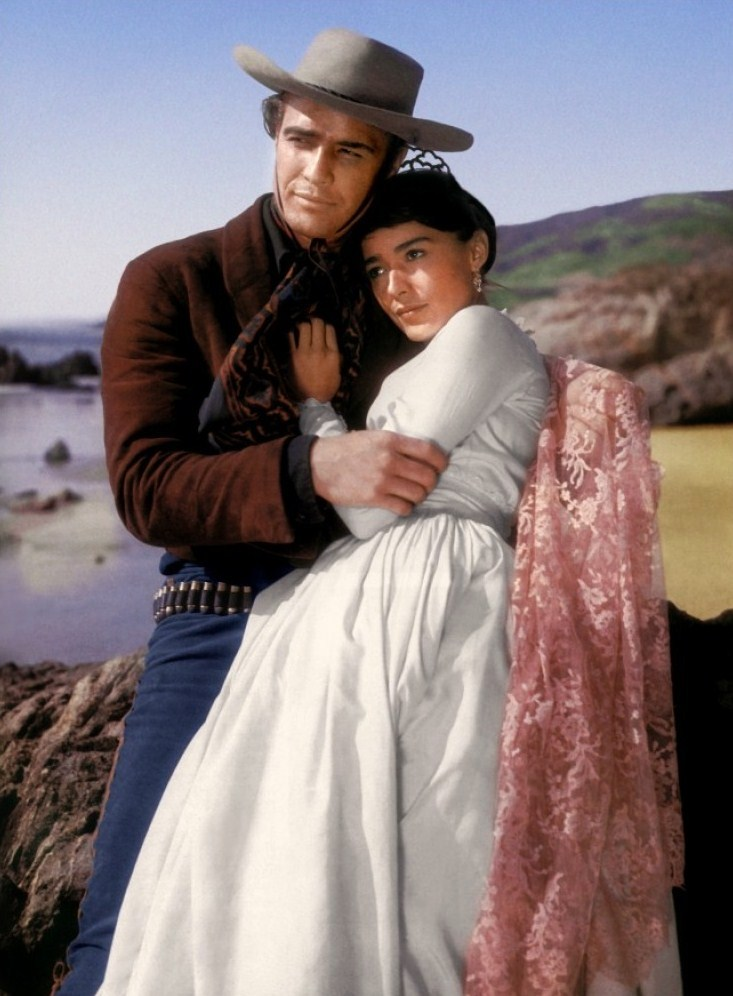
ブランドとペリサー

1961年、ブランドは西部劇『片目のジャック』で監督デビューを果たした。元々はスタンリー・キューブリックが監督する予定であったが、製作の早い段階で解雇された。その後、パラマウントがブランドを監督に指名した。ブランドが主役のリオを演じ、カール・マルデンが相棒の"ダッド"・ロングワースを演じた。助演ではケティ・フラドやベン・ジョンソン、スリム・ピケンズらが出演した。ブランドの俳優としてリテイクを重ねる好みとキャラクターを深く探求する方針は監督となっても引き継がれたが、映画はすぐに予算オーバーとなった。パラマウントは3ヶ月で撮影が終わることを期待していたが、撮影期間は6ヶ月まで延び、予算は600万ドル以上と倍にまで膨れあがった。ブランドの編集者としての経験の少なさもポストプロダクションの遅延につながり、やがてパラマウントが製作の指揮を執るようになった。ブランドはのちに「パラマウントは私のバージョンのストーリーが気に入らないという。私はカール・マルデン以外の全員に嘘をつかせた。スタジオは映画を切り刻み彼も嘘つきとなった。その頃には私は企画そのものに退屈しており離れたかった」と書いた。『片目のジャック』は批評家からは賛否両論となった。
タヒチ島で撮影された次作、メトロ・ゴールドウィン・メイヤーの『戦艦バウンティ号の叛乱』リメイクのセットにおいて、ブランドの映画業界に対する憎しみは何度も爆発したという。ブランドはほとんどすべての側面で意図的に製作を遅らせたとして批判を受けた。1962年6月16日、『サタデー・イブニング・ポスト』はビル・デヴィッドソンによる「600万ドルがドブへ: マーロン・ブランドの叛乱」という見出しの記事を掲載した。『戦艦バウンティ』の監督ルイス・マイルストンは「我慢の利かない子供の大根役者に高い映画の完全なコントロールを与えたら、それは当然の結果だ」として経営陣は受け入れるべきだと主張した。『戦艦バウンティ』はMGMを経営難に陥らせ、ブランド以外の理由でも製作が遅れたものの、スタジオがブランドの悪評を恐れて何年もブランドを敬遠するようになった。批評家もブランドの変動する体重に着目するようになった。

### 興行的下降：1963年 - 1971年
私生活によって気を逸らされキャリアに失望したブランドは演技を収入を得るための手段と捉えるようになった。才能を下回ると見なされるような役を受けるようになると批評家は抗議するか、良い役が得られなくなったと批判した。映画スタジオとは短期契約しか結んでこなかったブランドは1961年、方針を変えユニバーサル・スタジオと5作品の契約を結び、1960年代を束縛されることとなった。『侵略』（1963年）が最初の一本であった。1958年の小説『The Ugly American』を原作とする本作はペネベイカーの要望で同じ原題を採用した。この映画にはブランドの姉ジョスリンが出演し概ね好評価を受けたが興行的には失敗した。ブランドはその演技でゴールデングローブ賞にノミネートされた。この時期にブランドが出演したユニバーサル映画『寝室ものがたり』（1964年）、『シェラマドレの決斗』（1966年）、『伯爵夫人』（1967年）、『私は誘拐されたい』（1969年）はどれも批評的にも興行的にも失敗した。『伯爵夫人』は自身のヒーローのひとり、チャーリー・チャップリンと仕事を出来ることを楽しみにしていたブランドにとって特に大きな失望であった。この経験は不幸なものに終わった。ブランドはチャップリンの教訓的な監督スタイルと権威主義的なアプローチに恐れを抱いた。ブランドは1965年にスパイ・スリラー『モリツリ/南太平洋爆破作戦』にも出演したが、これも観客の注意を引きつけることは出来なかった。
ブランドはのちに「60年代に作った映画のいくつかは成功しいくつかは失敗した。『私は誘拐されたい』のような映画は金のためだけに作った。他に『キャンディ』は友人に頼まれて断りたくなかったから出演した...見方によれば私の中年時代はファック・ユー時代と言える」と書き、仕事がうまくいかなくなったことを認めている。特に『キャンディ』は大衆から恐れられた。この映画は1968年の寝室の茶番劇でありテリー・サザーンの1958年の小説を基にクリスチャン・マルカンが監督を務めた。この映画はエヴァ・オーリン演じるナイーヴなヒロインの冒険を通してポルノグラフィック・ストーリーを皮肉っている。一般的にブランドのキャリアの最低点であると見なされている。『ワシントン・ポスト』は「12年以上に渡るブランドの身勝手によって彼と大衆は彼の才能を失った」と書いている。1966年3月発行の『アトランティック』において、ポーリン・ケイルは、反抗的だった時代のブランドは「社会が欺瞞だと知っていたから反社会的だった。彼は欺瞞を受け入れない強さを持っていたから若者のヒーローだった」が、今のブランドや似たような者たちは「愚かで図々しくも哀れに、自分の世間での評判を真似ているに過ぎない」と書いた。1966年、『The Appaloosa』のより早い段階でのレビューでは、ケイルはこの俳優が「駄作映画に囚われてしまった...ブランド氏が重く閉ざされ、バカみたいに口を開けて不明瞭な発音をする丈夫な体の孤独者の戯画を演じるのは初めてではない」と書いている。無関心を装っていたが、「彼らは毎日攻撃してくる。やり返す手段はない。私は無関心を非常に上手く演じて見せた。しかし私はとても繊細で大きく傷ついた」と、ブランドは批評家の攻撃に傷ついていたことをドキュメンタリー『マーロン・ブランドの肉声』（2015年）で認めている。
ブランドは抑圧されたゲイの軍人をジョン・ヒューストン監督の『禁じられた情事の森』で演じ、エリザベス・テイラーと共演した。この役は過去数年で一番の評判を呼び、スタンリー・クロウチは「ブランドの主な功績は寡黙だが環境によって破壊されるストイックな憂鬱を演じて見せたことだ」と評価した 。作品は賛否両論を呼んだ。他には『逃亡地帯』（1966年）に出演し、俳優でもある監督アーサー・ペンのもと、ジェーン・フォンダ、ロバート・レッドフォード、ロバート・デュヴァルらと共演した。この映画は人種差別、性の革命、小さな町の汚職、自警団のテーマを扱っている。この映画は概ね好評価を受けた。
ブランドは作った映画の中で『ケマダの戦い』（1969年）を一番気に入っていると発言している。自伝で「この映画では一番良い演技が出来たと思うが観に来た人は少なかった」と書いている。ブランドは回顧録の1章をこの映画に割き、ジッロ・ポンテコルヴォ監督はカザンやベルナルド・ベルトルッチに次いで、ともに仕事したことのある中で最も才能のある監督であると評した。ブランドはまた、ポンテコルヴォとの衝突についても「お互いに殺しかけた」と詳しく書いている。グアドループでの出来事に緩く基づく本作は批評家から酷評された。1971年、マイケル・ウィナー監督のイギリスのホラー映画『妖精たちの森』に出演し、ステファニー・ビーチャム、ゾーラ・ハード、ハリー・アンドリュース、アンナ・パークらと共演した。この作品は『回転』（1961年）として映画化された小説『ねじの回転』のプリクエルである。 ブランドはその演技で英国アカデミー賞にノミネートされたが興行的には大失敗に終わった。

### 『ゴッドファーザー』と『ラスト・タンゴ・イン・パリ』
1970年代、ブランドは「金にならない」俳優と見なされていた。批評家たちは彼の作品を大きく批判するようになり、最後に興業スタートップ10に選ばれた1958年（この年には『サヨナラ』でアカデミー賞にもノミネートされた）の『若き獅子たち』以降ヒット作にも恵まれなかった。1969年のマリオ・プーゾのベストセラー小説をフランシス・フォード・コッポラが映画化した『ゴッドファーザー』（1972年）における"ドン"、ヴィトー・コルレオーネ役のブランドの演技はキャリアの転換点となった。ブランドはトップ10に返り咲きアカデミー主演男優賞を受賞した。
パラマウントが映画化権を獲得できるようプーゾに『ゴッドファーザー』執筆の前金を渡していたパラマウントの製作チーフ、ロバート・エヴァンスは、多くの有名映画監督に断られた後でコッポラを起用した。エヴァンスは文化的な正しさを担保するためイタリア系アメリカ人の監督を望んだのだった。また、コッポラは安く雇うことができた。エヴァンスはパラマウントの前回のマフィア映画『暗殺』（1968年）が失敗に終わったことを気にかけており、その理由の一つとして監督マーティン・リットと主演カーク・ダグラスがユダヤ系であり映画に正当なイタリアの香りが足りなかったことを挙げている。スタジオは当初、この映画を低予算で現代に設定し有名な俳優を起用しない方向であった。しかし小説の大ヒットにより、エヴァンスは『ゴッドファーザー』を大作映画にできると確信した。 
コッポラはすべての役に対して役者のリストを用意した。彼のリストではアカデミー賞受賞歴のあるイタリア系アメリカ人アーネスト・ボーグナイン、イタリア系アメリカ人フランク・デ・コヴァ（テレビのシットコム『F Troop』でチーフ・ワイルド・イーグルを演じたことで有名）、ジョン・マーレイ（パラマウントの1970年のヒット映画『ある愛の詩』においてアカデミー助演男優賞ノミネートを受け、のちに『ゴッドファーザー』でジャック・ウォルツ役を演じる）、イタリア系アメリカ人リチャード・コンテ（ドン・コルレオーネのライバル、ドン・エミリオ・バルジーニを演じる）、イタリアの映画製作者カルロ・ポンティなどがドン役の候補として含まれていた。1975年のインタビューにおいて、コッポラは「世界で"最高"の俳優を呼び込まなければならないとわかった。簡単なことだった。世界最高の俳優はローレンス・オリヴィエかマーロン・ブランドだ」と認めている。コッポラの手書きのリストではマーロン・ブランドに下線が引かれている。
エヴァンスは2年前からブランドを考えていたことをコッポラに話し、プーゾも執筆中ブランドを想定し、役についてブランドに手紙を送ったこともあった。そこでコッポラとエヴァンスはブランドに狙いを定めた（皮肉にもオリヴィエは『探偵スルース』でブランドとアカデミー主演男優賞を競い合うことになる。1972年ニューヨーク映画批評家協会賞ではオリヴィエが勝った）。映画の製作をパラマウントから任されたアルバート・S・ラディはブランドの選択に同意した。しかしパラマウント・スタジオの重役たちは評判の悪さと長年にわたる興行的失敗からブランドの起用に反対した。ブランドはまた、1961年に公開された『片目のジャック』で製作に問題を起こし損失を生じさせたことから反対された。パラマウント・ピクチャーズの社長スタンリー・R・ジャッフェは、「私が社長である限りマーロン・ブランドはこの映画に出演しない。そしてこれからこの話をすることを禁ずる」とコッポラに告げた。
ジャッフェはやがてブランドを起用するために3つの条件を課した。通常彼が受け取るよりもはるかに低い報酬で働くこと、彼の行動で製作にいかなる遅れが生じた場合に経済的な責任を負うこと、スクリーン・テストを受けることであった。コッポラは「メイクアップ」テストを撮影することをブランドに納得させ、ブランドは自分でメイクをした（ブランドはキャラクターのふくらんだ頬を表現するために綿を口に詰めた）。コッポラはドンを演じるにはブランドが若すぎるのではないかと恐れたが、この俳優の犯罪組織のボスとしての演技に衝撃を受けた。それでもなお、コッポラはこの気分屋の俳優を起用するために戦わなければならず、ブランド自身も自伝で「イタリア人を演じたことはなかった。うまくできるとも思えなかった」と記し疑問を呈している。最終的にパラマウント親会社のガルフ・アンド・ウェスタンの社長チャールズ・ブルードーンがブランドに役を与えることに納得した。スクリーン・テストを見た彼は「何を観ているんだ？このイタリアの老人は誰だ？」と驚嘆した。ブランドは安い5万ドルでサインしたが、契約では変動制で収入が得られることになっていた。それは1000万ドルの閾値を設定し、それ以降は1000万ドル儲かるたびに興行収入の1%を得られるというもので、6000万ドル超えたら5%までというものであった。資金の必要に駆られていたブランドは10万ドルでポイントを売り戻した。「その10万ドルは1100万ドルの価値があった」とエヴァンスは主張した。
アカデミー・オブ・アチーヴメントのウェブサイトで閲覧できる1994年のインタビューにおいて、コッポラは「『ゴッドファーザー』は製作中、嫌われ者だった。会社も満足していなかった。会社はキャストを嫌い、私の撮り方も嫌っていた。私は常に解雇される瀬戸際にいた」と主張している。ブランドにコッポラが解雇されるかもしれないという噂が届いたとき、ブランドは映画を降りるといって会社を脅した。回顧録に「私は監督にヴィジョンを実現するための独立と自由が認められるべきだと強く信じている。フランシスは我々の手中にキャラクター付けを委ねたため自分たちで見つけていかなければならなかったが」と書いている。2010年のラリー・キングとのテレビインタビューにおいて、アル・パチーノはブランドのサポートのおかげでコッポラに解雇されそうになったがマイケル・コルレオーネ役に留まることが出来たと話している。ラリー・キングとのインタビューでパチーノは、コッポラはパチーノの最初のシーンには失望していたが特に解雇すると脅しはしなかった、コッポラ自身もパチーノの演技に困惑したスタジオの重役たちからのプレッシャーを感じていたとも話している。同じインタビューでパチーノはコッポラが役をくれたとも語っている。ブランドは撮影中、非常に行儀が良く、パチーノやロバート・デュヴァル、ジェームズ・カーン、ダイアン・キートンのような共演者たちに支えられたという。ジャーナリストのマーク・シールは、後年の『ヴァニティ・フェア』の記事で「ザ・ゴッドファーザー・ウォーズ」では、「映画に描かれているように、ブランドは俳優たちのファミリーのボスを務めた。ワイングラスを掲げることでグループの場を和ませたのである」と書いた。共演者のカーンも「私たちが若かった頃、ブランドは俳優のゴッドファーザーのようだった」、「私はよくダスティン・ホフマンとクロムウェルのドラッグストアで会っていたが、彼の名前を一度口にすると一日に25回は言及した」とロバート・デュヴァルは述べた。「初めてブランドに会った日、誰もが畏敬の念を抱いていた」と回想した。
ブランドの演技は次々に批評家にレビューされた。「私は映画でおそらく初めてギャング・スターを演じるのが面白いと感じた。それもエドワード・G・ロビンソンが演じたような悪役ではなくある種のヒーロー、尊敬される男だ」、「それに、彼がそれほどの権力と誰も疑問視しない権威を持っていることで、野球バットで人を殴るアル・カポネとは反対に、紳士として演じることが面白い対比を作ると考えた」とブランドは自伝に記している。デュヴァルはのちにA&Eの『Biography』で、「彼は始めという感覚を最小限にしていた。言い換えれば、彼は"アクション"という言葉の強調を抑えた。彼はカメラの前にずっとそこにいるかのように立った。"カット！"、何も変わらない。始まりというものがないのだ。それを観ながら多くを学んだ」と驚きを露わにした。ブランドはその演技によりアカデミー主演男優賞を受賞したがこれを拒否し、史上2人目の主演男優賞拒否者となった（1人目は『パットン大戦車軍団』のジョージ・C・スコット）。ブランドは授賞式を欠席し、理由を述べるためアメリカ先住民の権利活動家サチーン・リトルフェザー（アパッチ族の服装で登場）を代理に立てた。リトルフェザーは「映画業界による今日のアメリカン・インディアンの扱い、映画を再放送するテレビ、そしてウンデット・ニーの占拠事件」が理由であると述べた。1973年のウンデット・ニー占拠事件は授賞式の際も進行中であった。ブランドはリトルフェザーに読ませるスピーチを書いていたが、彼女が説明したとおり時間的制約で許されなかった。原稿において、ブランドはアカデミー賞拒否が「この国が今後、生きる記憶を超えた命をサポートするこの土地で、すべての人の自由と独立という奪うことの出来ない権利を信じると言うことが出来るかどうかという問題に注意を向けさせるための正当な努力」と見られることを希望すると付け加えている。
ブランドは『ゴッドファーザー』に続いてベルナルド・ベルトルッチの1972年の映画『ラスト・タンゴ・イン・パリ』に出演しマリア・シュナイダーと共演した。しかしブランドの注目度の高い演技は映画の性的な内容に対する批判騒ぎで目立たなくなるという危機に瀕した。ブランドはジャンヌという婚約者がいるパリの女性と性的関係を結ぶポールという妻と死に別れたばかりのアメリカ人男性を演じた。これまでの映画と同じく、ブランドはセリフを覚えることを拒み、代わりにカンペにセリフを書いてセットのよく見えるところに貼り付けたことで、ベルトルッチはカンペが映らないようにすることに苦心した。バターを潤滑剤代わりにポールがジャンヌのアナルを犯すシーン（シュナイダーの事前の同意は得られていないと言われている）など、ブランドは複数の激しいシーンに出演した。シュナイダーは実際の性行為は行われなかったものの、撮影の直前までどんなシーンになるか明かされなかったことを打ち明けている。
ベルトルッチはブランドの性器が映っているシーンも撮影したが、1973年に「自分とブランドを深く同一視していたため、自分の恥と思ってカットした。裸の彼を見るのは裸の自分を見るようだった」と説明している。シュナイダーはインタビューで「マーロンは48歳で犯されて操られたような気分だと話していた。そして彼はマーロン・ブランド！」と話した。シュナイダーと同じく、ブランドも性行為は行われなかったと話した。ベルトルッチはブランドについて、「俳優としては化け物で人間としては素晴らしい人だ」と話した。ブランドは映画が完成してから15年間ベルトルッチと口を利かなかった。ベルトルッチは下記のように語った。
ある意味、これは私の質問に彼が答える会話劇のようなものだと思っていた。映画の終わりを観た時に、我々が何をしていたのか彼が悟ったことを知った。彼は自身の経験を表現していたのだ。彼は私にとても腹を立て、私は彼に言った。"よく聴いてくれ、君は大人だ。私より年上だ。我々が何をしていたか気づいていなかったのか？"。それから彼は何年も私と話さなかった。
しかしながら、
93年のことだったと思うが、私はある日彼に電話した。私はLAにいて妻が映画を撮っていた。まず最初に彼は電話に出た。そして一日前に会っていたかのように私に話してきた。彼は"ここに来い"と言った。"いつ？"と訊くと"今だ"と言う。そこで絶対にたどり着けない、到着する前に事故に遭うと考えながらマルホランド・ドライヴを運転したことを覚えている。私はとても感情的だった。
この映画はまた、死んだ妻と最後の対峙を果たすポールの怒りに満ちた感情溢れるシーンも描いている。物議を醸した本作はヒットし、ブランドは最後のトップ10興業スター入りを果たした。興業参加型の契約により300万ドルを稼いだ。映画芸術科学アカデミーは再びブランドを主演男優賞にノミネート（7度目）した。1973年ニューヨーク映画批評家協会賞を受賞したがブランドは授賞式を欠席し、受賞した場合の代理人も用意しなかった。
『ザ・ニューヨーカー』のレビューでポーリン・ケイルは「映画の突破口がついに開けた。ベルトルッチとブランドはアート・フォームの顔を変えた」と書いた。ブランドは自伝で「今日まで『ラスト・タンゴ・イン・パリ』が描いているものが何であるか言えない」と告白し、この映画は「自分と感情のアーム・レスリングを数多く要求してきた。終わったとき、映画を作るために自分を感情的に破壊することは二度としないと決めた」と付け加えた。
1973年、少年時代からの親友ワリー・コックスの死によってブランドは悲しみに打ちひしがれた。ブランドはコックスのパジャマを着て眠り未亡人から遺灰を強奪した。彼女はブランドを訴えようとしたがやがて「マーロンの方が私よりも遺灰が必要かもしれない」と述べた。

### 1970年代後半
1976年、ブランドは友人ジャック・ニコルソンと『ミズーリ・ブレイク』で共演した。この作品でブランドは俳優兼監督のアーサー・ペンと再び仕事をした。伝記作家ステファン・カンファーは、ペンが国境のならず者から雇われの殺し屋になったロバート・E・リー・クレイトン役に没頭しすぎているかに見えるブランドのコントロールに苦心したと描写している。「マーロンは彼を異性装のサイコパスにした。クレイトンは最初の一時間は登場せず、リトルフェザー・スタイルで白のバックスキンで着飾り、ウマの背中に逆さまにぶら下がりながら登場する。特に理由もなくアイルランド訛りで話す。その後一時間、またもや特に理由もなくクレイトンはイギリスの上流階級と高齢のフロンティア女性のイントネーションを真似し、老婆のドレスとボンネットで完成する。俳優に自由にさせる方針だったペンはマーロンにもずっと寛容だった」。批評家はそれほど優しくはなく、『オブザーバー』はブランドの演技を「サラ・ベルナール以来、最も贅沢な"貴婦人"の表現」と呼んだ他、『ザ・サン』は「52歳のマーロン・ブランドは62歳の怠けた腹をしている。白い髪は72歳で規律の欠如は早熟な12歳だ」と不満を述べた。しかしながらカンファーは「彼の後期の作品はあまり認められていないが、再び見返してみると最も平凡なシーンの最中でも突然、老マーロンの輝きの光が差すことがよくあり、彼の才能が残っていたことがわかる」と記している。
1978年、ブランドはジーン・ピエール・デュティローとルイス・カルロス・サルダーニャによる、ラオニ・メツクタイアの生涯とブラジル中北部におけるインディアン部族の生存を取り巻く問題にフォーカスしたフランス・ブルガリアのドキュメタリー『Raoni』の英語版でナレーションを担当した。ブランドは1978年の映画『スーパーマン』でスーパーマンの父親ジョー＝エルを演じた。ブランドは小さな役に対して巨額の報酬を受け取ること、事前に脚本を読まなくてもよいこと、カメラ外にカンペを用意することを条件に役を引き受けた。2001年発売の『スーパーマン』DVD収録のドキュメンタリーにおいて、2週間の仕事で370万ドルが支払われていたことが明らかとなった。ブランドは続編『スーパーマンII』のシーンも撮影していたが、プロデューサーたちが一作目と同じパーセンテージを支払うことを拒むと撮影した映像の使用を禁止した。「私はいつものパーセンテージを要求した」、「しかし彼らは拒んだ。だから私もそうした」とブランドは回顧録に記している。ところがブランドの死後、2006年に映像が再構築され映画の再編集版『スーパーマンII リチャード・ドナーCUT版』に組み込まれた。緩く続いている『スーパーマン リターンズ』（2006年）では孤独の要塞のシーンで『スーパーマン』と『スーパーマンII』からブランド演じるジョー＝エルの使用済みおよび未使用映像が抜粋され、作中を通してブランドのボイスオーバーが使用された。1979年、ブランドはミニシリーズ『ルーツ2』にジョージ・リンカーン・ロックウェル役で登場し、珍しいテレビ出演を果たした。ブランドはこの演技でプライムタイム・エミー賞助演男優賞（ミニシリーズ/映画部門）を受賞した。
ブランドはフランシス・フォード・コッポラのベトナム叙事詩『地獄の黙示録』（1979年）でウォルター・E・カーツ大佐を演じた。彼は軍を裏切りカンボジアで独自の王国を築いてアメリカ軍からもベトナム人からも恐れられる、数多くの勲章を受章したアメリカ陸軍特殊部隊士官を演じた。ブランドは3週間の仕事で100万ドルを得た。この作品は長くトラブル続きの製作で注目を浴び、エレノア・コッポラのドキュメンタリー『ハート・オブ・ダークネス/コッポラの黙示録』では、ブランドが肥満体で現れたこと、マーティン・シーンが心臓発作に見舞われたこと、天候不順により高価なセットがいくつも壊れたことが明かされている。コッポラが何百万フィートに及ぶ映像を編集したことで何度も公開が延期された。ドキュメンタリーにおいて、コッポラは肥満体のブランドがシーンに臨んだ時の驚きを口にしている。絶望したコッポラは原作ではやつれていたカーツをどのような側面でも好き勝手振る舞う男として描くことを決断した。コッポラは「雇ったときからすでに体重は重かったが彼は痩せると約束した。私は太っていてもそれを使えると想像していたが、彼は"とても"太っておりそのことについてとてもとても恥じていた...彼は自身をそのように演じることにとても、とても頑固に反対した」と話した。ブランドはコッポラから原作『闇の奥』を読むように頼まれていたにもかかわらず読んでいないことを認めた。ふたりはその後何日もストーリーとカーツの人物像を探求して過ごしたが、それはブランドにとって経済的な利益となった。プロデューサー、フレッド・ルースによれば、「彼がしたこの契約の上で時計の針が鳴っていた。3週間で彼のシーンを終えるか非常に高価な残業代を払うかだ...そしてフランシスとマーロンはキャラクターについて話し合い、何日も過ぎていった。これはマーロンが強く望んだことだ - そしてそれでも彼には支払われた」という。
公開後『地獄の黙示録』はブランドの演技とともに高い評価を受けた。カーツの最期のつぶやき「地獄だ！地獄だ！」は特に有名になった。『シカゴ・サンタイムズ』に寄稿したロジャー・イーバートはエンディングは「ブランドの不明瞭で思慮深いモノローグと最後の暴力は従来の映画のエンディングよりも満足のいくものである」として賛否分かれる結末を擁護した。ブランドは200万ドルの費用と興行収入の10%、テレビ配給権の10%を手に入れ900万ドル近くを稼いだ。

### その後の作品
1980年に『ジェネシスを追え』で石油会社の大物アダム・ステイフェルを演じ批評的に失敗したブランドは演技からの引退を発表した。しかし1989年、彼はアンドレ・ブリンクによる1979年の反アパルトヘイト小説を原作とした『白く渇いた季節』で復帰した。ブランドは無償でこの映画に出演することに同意したが、映画の編集の仕方でユーザン・パルシー監督と仲違いした。ブランドは不満を口にするため珍しくテレビに出演しコニー・チャンのインタビューを受けた。回顧録において、ブランドはパルシーが「映画にひどいカットをした。衝突の本来備わっているドラマがよく言っても曖昧になってしまったと思った」としている。ブランドの演技は評価されアカデミー助演男優賞ノミネートを受け、1989年東京国際映画祭では最優秀男優賞を受賞した。
ブランドは『ドン・サバティーニ』（1990年）でヴィトー・コルレオーネのパロディキャラ、カーマイン・サバティーニを演じて批評家を沸かせた。オリジナル・レビューでロジャー・イーバートは「スターが過去の栄光を繰り返す映画はたくさんある。しかしマーロン・ブランドが『ドン・サバティーニ』で見せた以上に得意げにそれをやった俳優がいるだろうか？」と書いている。『バラエティ』はサバティーニ役のブランドの演技を称え、「マーロン・ブランドの荘厳なコメディ演技が『ドン・サバティーニ』を突飛なコメディから映画史における風変わりなニッチのレベルまで引き上げている」と記した。ブランドは興行的にヒットとなった『ドンファン』（1995年）で友人ジョニー・デップと共演した。この映画にはこれが唯一の映画出演となったセレーナも出演している。そしてブランドは物議を醸したデップの『ブレイブ』にも出演したがこの映画はアメリカでは劇場公開されなかった。
『コロンブス』（1992年）（ゴールデンラズベリー賞最低助演男優賞ノミネートを受けた）、『D.N.A./ドクター・モローの島』（1996年）（ゴールデンラズベリー賞最低助演男優賞受賞）、ほとんど認識できない出演の『フリーマネー』（1998年）など、後期の作品はキャリア史上最低の評価を受けた。『D.N.A./ドクター・モローの島』の脚本家ロン・ハッチンソンはのちに自身の回顧録『Clinging to the Iceberg: Writing for a Living on the Stage and in Hollywood』（2017年）において、ブランドが共演者や映画クルーと協力することを拒んで内紛を起こしたことで映画の製作を遅らせたと述べている。
直前に出演していた映画とは異なり、ブランドの遺作『スコア』は概ね好評価を受けた。この作品で盗品の買取人を演じロバート・デ・ニーロと共演した。
ブランドの死後、小説『Fan-Tan』が発売された。ブランドは1979年にドナルド・キャメルを監督に想定していたが、この本は2005年まで発売されなかった。

## 晩年と死
ブランドの悪評、問題を抱えた家族生活、肥満は晩年の演技キャリアよりも注意を惹いた。1970年代に大きく体重が増加し1990年代序盤から中盤にかけて300ポンド（140キロ）以上になり、2型糖尿病を患った。キャリアを通して体重が変動を続けており、それは概して長年にわたるストレスが原因の過食とダイエットによるものであった。ブランドはまた、セリフを覚えられない、あるいは覚える気がない、指示を受けることを好まず監督に奇妙な要求をして対立するなど、現場で扱いにくいという評判を生んだ。最晩年にはイノベーションにも手を出していた。2002年6月から2004年11月まで米国特許商標庁から自身の名前で発行された特許を複数持ち、そのすべてがドラムヘッドの張力に関するものであった（例えば、アメリカ合衆国特許第 6,812,392号）。ブランドのアシスタント、アリス・マルチャークは彼のエキセントリックで予測不可能な振る舞いを理由に辞職した。
2004年、ブランドは未公開となったアニメ映画『Big Bug Man』のキャラクター、ミセス・サワーのヴォイス・トラックを録音した。これが彼の最後の役であり、唯一の女性役でもある。
ブランドはネバーランド・ランチに住む長年の親友であるエンターテイナー、マイケル・ジャクソンを頻繁に訪ねた。そこで数週間過ごすこともあった。2001年、ブランドはジャクソンの30周年記念ソロ・イヤーズにも出席し、同年、彼の13分に及ぶミュージック・ビデオ、『ユー・ロック・マイ・ワールド』に出演した。
ブランドの息子ミコは数年間、ジャクソンのボディガード兼アシスタントを務め、ジャクソンの友人でもあった。ミコは「父が最後に家から出かけ、何かしたとき、それはマイケル・ジャクソンと一緒だった」と述べている。「彼はそれを愛していた...24時間のシェフ、24時間の警備、24時間のアシスト、24時間のキッチン、24時間のメイドサービス。何でも好きなことができた」。「マイケルは晩年の父を助けてくれた。それについて私はいつまでも彼に恩を感じるだろう。父は最後の方、呼吸も難しく、ほとんどの間、酸素吸入されていた。父は外出が好きだったからマイケルはネバーランドに招待してくれた。父はそこにある木や花の名前をすべて言えたが、酸素吸入されていてはこの大きな敷地で歩き回って見ることも難しかった。そこでマイケルは父がネバーランドを見て回れるようポータブルの酸素タンクがついたゴルフカートを用意してくれた。ふたりはただ運転して回っていた - マイケル・ジャクソンとマーロン・ブランドが、酸素タンクの付いたゴルフカートで」。2001年4月、ブランドは肺炎で入院した。
2004年、ブランドはチュニジアの映画監督リダ・ベヒと契約を結び『Brando and Brando』と題された企画の製作を始めた。死の一週間前まで、2004年7月/8月クランクインを目指して、ブランドは脚本を書き続けた。2004年7月、ブランドの死によって製作はストップするが、当時、ベヒは『Citizen Brando』という新しいタイトルのもと、ブランドへのオマージュとして映画を続けると発言した。
2004年7月1日、UCLAメディカル・センターにおいて、ブランドは肺線維症と心不全からくる呼吸不全によって死亡した。弁護士がプライバシー問題のためと言い、死因は当初伏せられていた。ブランドはまた、糖尿病と肝癌も患っていた。死の直前、酸素マスクが必要であったにもかかわらず、ブランドはゲーム『ゴッドファーザー』でヴィトー・コルレオーネ役を再演するために声を録音した。しかし健康上の問題でブランドはひとつのセリフしか収録できず、声の出演はモノマネ役者が引き継いだ。ブランドが収録したひとつのセリフは、この俳優への賛辞としてゲームで使われている。追加のセリフのいくつかは映画から直接引っ張って使用された。ブランドと3度共演した（『欲望という名の電車』、『波止場』、『片目のジャック』）カール・マルデンは、『欲望という名の電車』DVD収録特典のドキュメンタリーで、死の直前にブランドから電話がかかってきたことを明かしている。ブランドは苦しみながら何度も転んだとマルデンに話した。マルデンは会いに行こうとしたが、ブランドは意味がないと言って断った。3週間後、ブランドは息を引き取った。死の直前、ブランドは唯一の延命方法である、酸素チューブを肺に挿入する治療を断っている。
ブランドは火葬され、遺灰は親友ワリー・コックスのものと一緒に安置された。その後一部はタヒチ島、一部はデスヴァレーに撒かれた。2007年、ターナー・クラシック・ムービーズの165分に及ぶブランドの伝記ドキュメンタリー『Brando: The Documentary』がマイク・メダヴォイ（ブランドの遺言執行者）のプロデュースによって公開された。

## 私生活
ブランドは波瀾万丈の私生活と数多くのパートナー、子供たちで有名だった。ブランドは少なくとも11人の子供たちの父親でありそのうち3人は養子だった。
1976年、ブランドはフランスのジャーナリストに「同性愛がここまで流行しているため、もはや大きなニュースにもならない。多くの男性と同じく私も同性愛経験があるし、恥ずかしく思ってもいない。人が私のことをどう考えるか大して注意を払ってこなかった。しかし私とジャック・ニコルソンが恋人同士であると信じる人がいるならばそのままにしておこう。とても面白いと思う」と話した。
ブランドはジェームズ・ディーンと友人であったが、それ以上の関係なのではないかと噂された。その後出版された伝記本などの中でブランドとディーンは性的な繋がりがあったと記されている。ダンフォース・プリンスとダーウィン・ポッター著によるディーンのバイオグラフィー本の中で二人の関係はサドマゾキズム的であったと表され、ディーンの友人である俳優スタンリー・ハガートは二人の関係は猫とネズミのように一方が優位な立場だとして、ブランドが猫、ディーンがネズミだったとした。更にハガートはブランドが他の人との性行為をディーンに見せつけたり、ディーンをアパートの外で何時間も待たせたりしたと明かしている。
『母が教えてくれた歌』において、ブランドはパーティで、ピアノ演奏するマリリン・モンローに他の誰にも気づかれずに会ったと書いている。ふたりは恋愛関係となり、何年も断続的な関係を続けた。モンローの死の数日前、ブランドは彼女から電話を受けたという。ブランドは他にも数多くのロマンスについて記述しているが、自身の結婚、妻、子供たちについては自伝に記していない。
ブランドは1950年代序盤に日系2世の女優レイコ・佐藤と出会った。ふたりの関係は冷めたが、佐藤が死亡するまでふたりの友人関係は続いた。佐藤は晩年、ロサンゼルスとテティアロア島を行き来して過ごした。1954年、ドロシー・キルガレンがブランドと交際していると発表した。ブランドは女優アリアン・"パット"・クインとも交際していた。

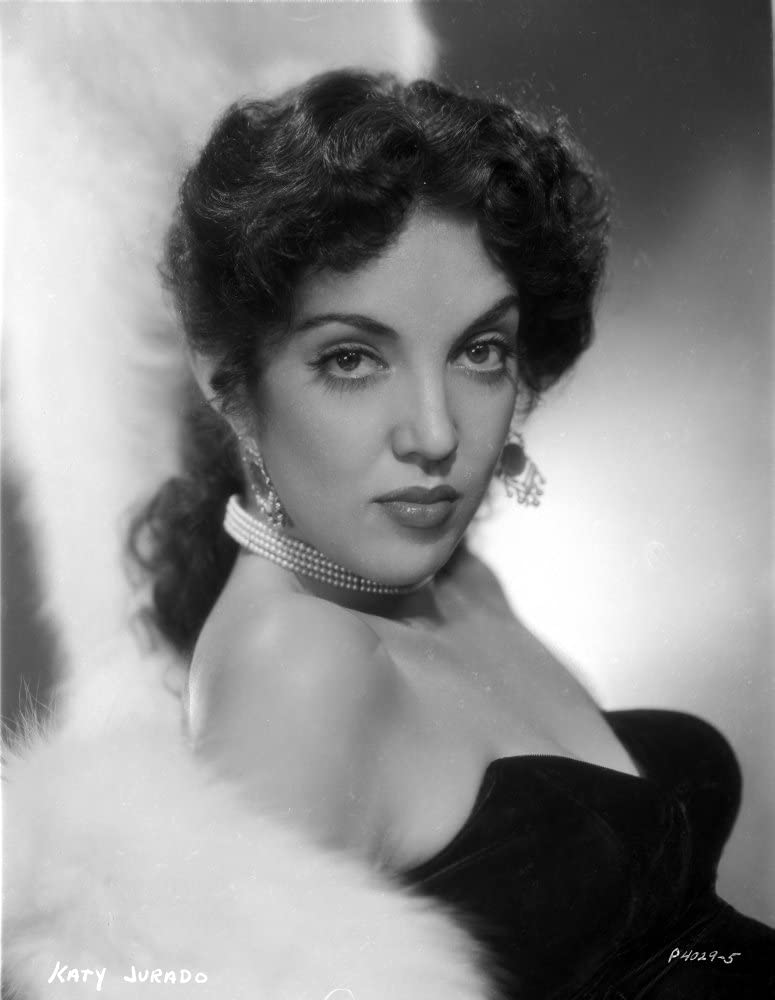
1953年のケティ・フラド

ブランドは『真昼の決闘』で見たメキシコ人女優ケティ・フラドに魅了された。ふたりはブランドがメキシコで『革命児サパタ』を撮影しているときに知り合った。ブランドはジョーゼフ・L・マンキーウィッツに、「彼女の真っ黒で、燃えさかる矢のように射貫く謎めいた瞳」に惹かれたと話した。ふたりの最初のデートがその後何年も続く恋愛関係の始まりとなり、それはブランド監督作品『片目のジャック』（1961年）の共演でピークに達した。
ブランドは1954年に女優リタ・モレノと知り合い、恋愛関係となった。モレノはのちに回顧録で、妊娠したときにブランドが中絶を手配したと明かしている。中絶が失敗したのち、ブランドはタリータ・テリピアと恋に落ちた。モレノはブランドの睡眠薬を過剰摂取することで自殺未遂を起こした。ふたりが別れてから何年も経った後、モレノは『私は誘拐されたい』でブランドの恋人を演じた。
ブランドは1954年に知り合った19歳のフランス人女優ジョサン・マリアーニと一時的に婚約していた。ブランドの別の恋人アンナ・カシュフィの妊娠が発覚するとブランドは婚約を破棄しカシュフィとの結婚を選んだ。
1957年、ブランドは女優アンナ・カシュフィと結婚した。カシュフィはコルカタで生まれ、1947年にインドからウェールズに移住していた。カシュフィはアイルランド系のウェールズ人製鋼所工員ウィリアム・オカラガンの娘であった。オカラガンはウェールズ人のフィービーを妻に持ちインディアン・ステイト・レールウェイズの監督をしていた。しかし自身の本『Brando for Breakfast』においてカシュフィは自分は半分インド人でありオカラガンは養父であると主張した。実の父親はインド人で、カシュフィは自身が両親の「非公式な関係」の結果であると主張した。ブランドとカシュフィは1958年5月11日に息子クリスチャン・ブランドをもうけた。ふたりは1959年に離婚した。

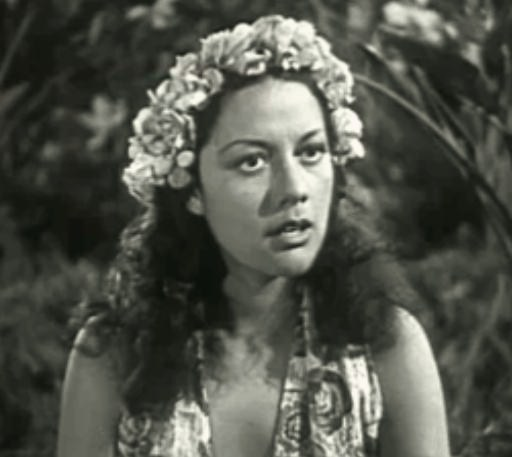
『Paradise Isle』（1937年）におけるモヴィタ・カスタネダ

1960年、ブランドはメキシコ系アメリカ人女優モヴィタ・カスタネダと結婚した。しかしカスタネダの前の結婚が続いていたことが発覚し1968年に婚姻は無効となった。カスタネダは1935年にオリジナルの『戦艦バウンティ号の叛乱』に出演した27年後、1962年のリメイクでフレッチャー・クリスチャンを演じるブランドと共演した。ふたりの子供ミコ・カスタネダ・ブランド（1961年生まれ）とレベッカ・ブランド（1966年生まれ）が生まれた。
フランス人女優タリータ・テリピアは『戦艦バウンティ』でブランドの恋人を演じ、1962年8月10日にブランドの3人目の妻となった。テリピアはブランドより18歳若く、20歳であった。ブランドは彼女の純真さに惹かれていたという。テリピアはフランス語のネイティヴ・スピーカーであったため、ブランドも流暢に話せるようになり、フランス語のインタビューに答えることも多かった。ブランドとテリピアはふたりの子供サイモン・テホトゥ・ブランド（1963年生まれ）とタリタ・シャイアン・ブランド（1970年～1995年）をもうけた。ブランドはまた、テリピアの娘マイミティ・ブランド（1977年生まれ）と姪ライアトゥア・ブランド（1982年生まれ）を養子にした。ブランドとテリピアは1972年に離婚した。
ブランドの死後、女優シンシア・リンの娘が、ブランドと『寝室ものがたり』で共演した母親が一時期恋愛関係にあり、それが1964年の自身の誕生につながったと主張した。1960年代後半から1980年代前半にかけてブランドは女優ジル・バナーと猛烈でありながらも長い関係を築いた 。
ブランドは家政婦マリア・クリスティナ・ルイスと長く関係を持ち続け、3人の子供ニナ・プリシラ・ブランド（1989年5月13日生まれ）、マイルズ・ジョナサン・ブランド（1992年1月16日生まれ）、ティモシー・ガハン・ブランド（1994年1月6日生まれ）をもうけた。ブランドはまた、アシスタント、キャロライン・バレットと作家ジェームズ・クラベルの娘ペトラ・ブランド＝コーヴァル（1972年生まれ）を養子にした。
ブランドの親友ワリー・コックスは噂の的であった。ブランドは「ワリーが女性だったならば、私は結婚しそれ以降幸せに暮らしていただろう」とジャーナリストに発言した。しかしコックスのふたりの妻は、プラトニック以上の愛ではなかったとこの噂を否定している。
ブランドの孫でシャイアン・ブランドの息子トゥキ・ブランド（1990年生まれ）はファッションモデルである。ブランドの数多くの孫たちにはミコ・C・ブランドの子供たちであるプルーデンス・ブランドやシェーン・ブランド、レベッカ・ブランドの子供たち、テホトゥ・ブランドの3人の子供たちなどがいる 。
スティーヴン・ブラックハートはブランドの息子であると報じられたが、ブラックハートは否定している。
2018年、クインシー・ジョーンズとジェニファー・リーは、ブランドが『スーパーマンIII/電子の要塞』に出演したコメディアン、リチャード・プライヤーと性的関係を持っていたと主張した。プライヤーの娘レイン・プライヤーはのちにこの主張を否定した。

### ライフスタイル
ブランドは公の場での発言や行動から「バッド・ボーイ」との評判を獲得した。雑誌『Los Angeles』によれば「ブランドはロックンロールが誕生する前からロックンロールだった」としている。『戦艦バウンティ』撮影中の彼の行動が難しいスターという噂をさらに加速させた。 ブランドは監督の変更と膨れあがる予算の両方で非難されたが、どちらも自身の責任ではないとしている。1973年6月12日、ブランドはパパラッチ、ロン・ガレラの顎を骨折させた。ニューヨークで『ディック・キャヴェット・ショー』の収録を終えて番組ホスト、ディック・キャヴェットと一緒にいるブランドをガレラが追いかけたのだった。ブランドは40,000ドル払って和解し結果として手の感染症に苦しんだ。ガレラは1974年、アメリカン・インディアンズ・デヴェロップメント・アソシエーションの祭事でブランドを撮影する際、フットボール・ヘルメットを装着した。
タヒチ島と島の人々に深く惹かれたことで、『戦艦バウンティ』の撮影はブランドの人生を大きく変えた。ブランドは12の環礁とテティアロア島を購入し、1970年に賞を受賞した建築家バーナード・ジャッジに、環境を破壊することなく家と自然の村を建設させた。海鳥と海亀を守るための環境ラボが設立され、何年にも渡って学生グループが訪問している。1983年のハリケーンで彼のリゾートを含む多くの建築物が破壊された。ブランドの名前を冠したブランド・リゾートというホテルが建設された。ブランドはアマチュア無線家であり、KE6PZHとFO5GJ（後者は島から）というコールサインを使っていた。彼はプライバシー保護のため、Martin Brandeauxという名前で連邦通信委員会（FCC）に登録されている。

A&Eの『Biography』におけるブランドに関するエピソードで、伝記作家ピーター・マンソは「一方でマーロンはセレブリティとなることで彼を深く傷つけ怖がらせた世界に復讐を果たした。もう一方で、それは欺瞞であり刹那的なものに過ぎないと知っていたからマーロンはそれを憎んだ」とコメントしている。同じ番組で別の伝記作家デヴィッド・トムソンはこう話した。
彼と仕事をした本当に多くの人々、善意を持って接した人々が、彼は甘やかされた子供だと言って立ち去っている。ブランドは自分のやり方で出来なければ、いかにして騙され、攻撃されたかという壮大なストーリーを持って立ち去ってしまう。私は彼が不良少年であるという精神的パターンに符合すると思う。

### 政治活動
1946年、ブランドはベン・ヘクトのシオニスト戯曲『A Flag is Born』に出演した。1960年大統領選挙の際にはジョン・F・ケネディの資金集めに参加した。1963年8月、ブランドはセレブリティ、ハリー・ベラフォンテ、ジェームズ・ガーナー、チャールトン・ヘストン、バート・ランカスター、シドニー・ポワチエらとワシントン大行進に参加した。ブランドはまた、ポール・ニューマンとともにフリーダム・ライドにも参加した。1964年大統領選挙ではリンドン・B・ジョンソンを支援した。

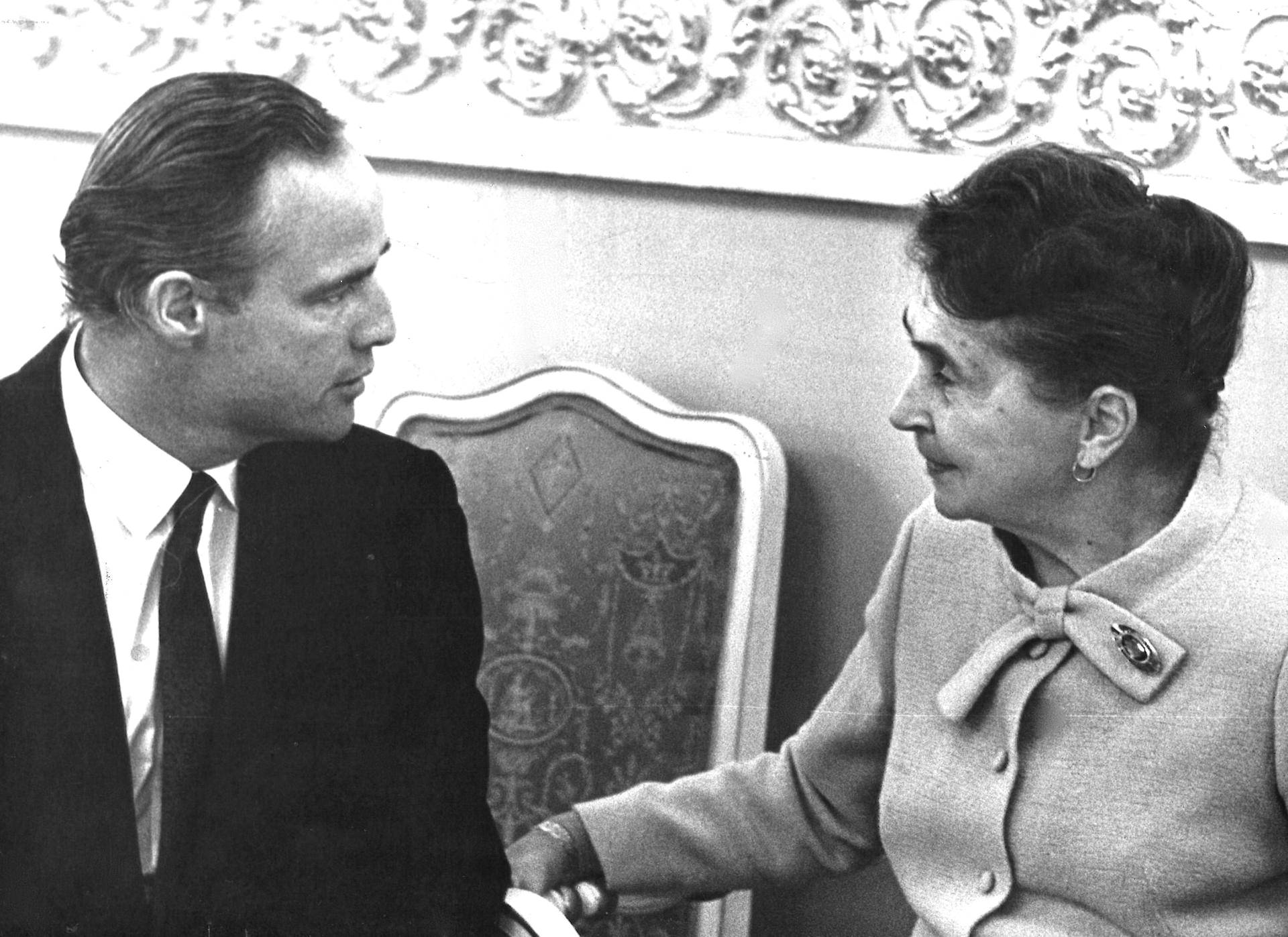
1967年、ブランドとフィンランドのファーストレディ、シルビ・ケッコネン

1967年秋、ブランドはユニセフによってヘルシンキ・シティ・シアターで開催されるチャリティ・パーティに出席するためフィンランドのヘルシンキを訪れた。この様子は13の国でテレビ放送された。参加のきっかけはインドビハール州で見た飢饉であり、ブランドはそこで撮影した映像を記者やゲストに公開した。ブランドは発展途上国における子どもの権利や開発援助の必要性について話した。
1968年のマーティン・ルーサー・キングの暗殺後、ブランドはキングの仕事を進めるために大きく貢献した。キングの死後まもなく、ブランドは公民権運動に身を捧げるため、製作開始直前だったメジャー映画（『アレンジメント/愛の旋律』）（1969年）を降板した。ブランドは「この国で黒人でいるとはどういう意味か、どこにいるのか、この怒りはどこへ向かうのか探し当てなければならないと思った。」と深夜のABC-TVトークショー『Joey Bishop Show』で語った。A&Eの『Biography』におけるブランドのエピソードでは、俳優マーティン・シーンが「キング牧師が撃たれたとニュースで見て、マーロンがリンゼイ市長とハーレムを歩いていた夜のことを忘れない。スナイパーがおり、人々は動揺していた。マーロンはリンゼイ市長と歩き続け近隣の住民に話しかけていた。それまで見た中で最も勇気ある行為で、とても大切なことで効果もあった」と述べている。
ブランドの公民権運動への参加はキングの死より何年も前から始まっていた。1960年代序盤、ブランドはサザン・クリスチャン・リーダーシップ・カンファレンス（S.C.L.C.）と殺害された子供たちの奨学基金ミシシッピN.A.A.C.P.リーダー、メドガー・エヴァースの両方に数千ドルの寄付をした。1964年、ブランドはピュージェット湾において、ネイティブ・アメリカンの漁業の権利を約束した協定が破られたことに抗議するため、禁漁区で漁をして逮捕された。この頃までに、ブランドは人権にメッセージを持つ映画『サヨナラ』（国際結婚の物語）と『侵略』（米当局者の国外における振る舞いと外国人に対する有害な効果についての物語）に出演していた。一時、ブランドはブラックパンサー党にも献金しており、設立者ボビー・シールの友人であると考えていた。ブランドはまた、ボビー・ハットンが警官に射殺された後に弔辞を述べた。エルドリッジ・クレヴァーによって書かれた「革命のため」の無差別暴力を推奨する文章がブラックパンサー党のパンフレットに掲載され、過激化してくるとブランドは党への資金援助を打ち切った。 
ブランドはネイティブ・アメリカンの権利とアメリカインディアン運動も支持していた。1964年3月、ブランドはタコマの近くの禁漁区でメディスンクリーク条約への抗議運動の漁を行って逮捕されたが、これによりピュアラップ部族から敬意を得るようになった。彼らはブランドが逮捕された地点を「ブランドの埠頭」と呼ぶようになったという。1973年アカデミー賞授賞式においては、ブランドは『ゴッドファーザー』におけるキャリアを復活させた演技に対するオスカー像の受け取りを拒否し、サチーン・リトルフェザーを代理人として送り込んだ。リトルフェザーはアパッチの衣装を身にまとい、「映画業界におけるネイティブ・アメリカンの不当な扱い」を理由に受賞を拒否した。ウンデット・ニー占拠事件が進行中であった。この出来事はアメリカと世界のメディアの関心を呼んだ。支持者と参加者たちはこれを大きな出来事で運動の勝利であると考えている。

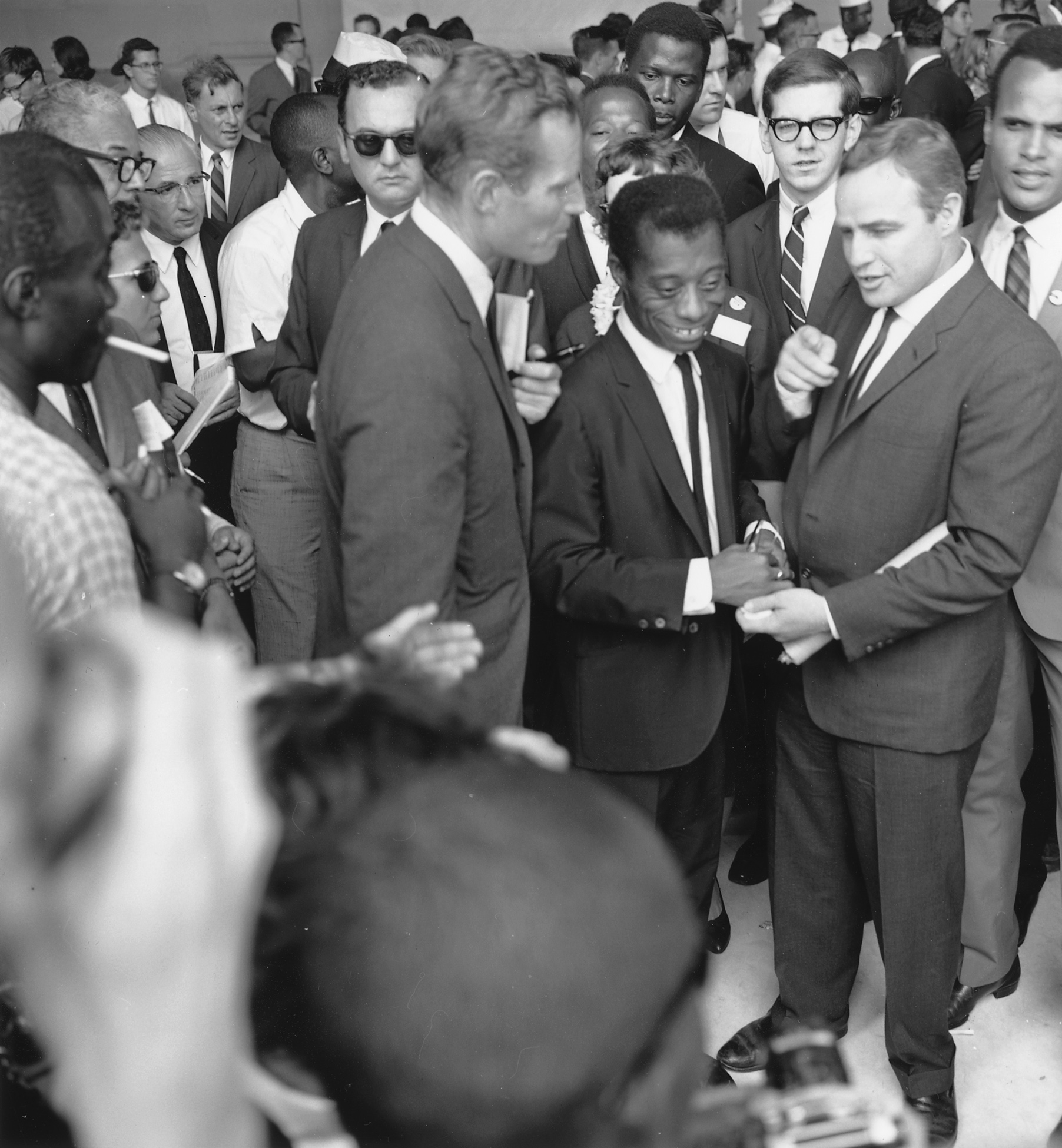
1963年、ワシントン大行進におけるブランド（右）とチャールトン・ヘストン、ジェームズ・ボールドウィン、シドニー・ポワチエ、ハリー・ベラフォンテ

映画作品の他、ブランドは公正な住宅法を求めてカリフォルニア・アセンブリの抗議に姿を見せた。ブランドは1963年の住宅団地における差別に対する抗議を表明するため、個人的にピケッティングに加わった。
ブランドはアパルトヘイト反対の活動家でもあった。1964年、ブランドは自身の作品が南アフリカにおいて隔離された観客に見せられることを拒んでボイコットに賛成した。彼は1975年に南アフリカに投資するアメリカに対して、また、ネルソン・マンデラの釈放を求めてデモ行進に加わった。1989年、ブランドはアンドレ・ブリンクの小説を原作とする『白く渇いた季節』に出演した。

### ユダヤ人とハリウッドに関するコメント
1979年の『プレイボーイ』インタビューで、ブランドは「あらゆる人種が名声を汚しているがカイクのイメージを見ることはない。それはユダヤ人が注意深く見張っているからだ。そして当然そうあるべきだ。決して映画でも差別されることを許さない。ユダヤ人は世界に大きく貢献してきたため、私が思うに、彼らがそれに注意を払わなかったことで大きく失望するだろう」と話した。

ブランドは1966年のラリー・キング・ライブで似たようなコメントを残している。
ハリウッドはユダヤ人によって運営され、保有されている。彼らは苦しむ人々の問題に対してより大きな繊細さを持つべきだ。彼らは搾取されているのだから。ニガーやグリースボールを見てきた。チンクを見てきた。目の細い危険なジャップを見てきた。狡猾なフィリピン人を見てきた。あらゆるものを見てきたがカイクを見たことはない。それは彼らが自身を守る術を完璧に知っているからだ。
ユダヤ人のラリー・キングは「あなたがそのような事を言う場合、反ユダヤ主義者を招き込んでいる。彼らが言うのは - 」と返答したが、ブランドが遮り、「違う、違う。私はユダヤ人を正直に評価し神にユダヤ人のことで感謝する最初の人間になるのだから」と答えた。
ブランドのエージェント、プロデューサー、友人のジェイ・カンターは『デイリー・バラエティ』でブランドを擁護した。「ブランドはユダヤ人にいかに愛着を持っているか何時間も話してくれた。彼はイスラエルの有名な支持者でもある」。カンター自身もユダヤ人である。同じようにルイ・ケンプも『Jewish Journal』の記事で「彼をドン・ヴィトー・コルレオーネ役で記憶している人、スタンリー・コワルスキー役か『地獄の黙示録』の不気味なウォルター・E・カーツ大佐役で記憶している人もいるだろう。しかし私はマーロン・ブランドを必要なときに助けてくれるユダヤ人の友人にして高潔な人物として記憶している」と書いた。

## その後
ブランドは戦後期に最も尊敬された俳優の一人である。アメリカン・フィルム・インスティチュートによって1950年代以前にデビュー（ブランドのデビューは1950年）した4番目に偉大な俳優に選ばれた。記憶に残る演技とカリスマ的な存在感で批評家からも尊敬された。「メソッド演技」の一般化にも一役買った。20世紀の最も偉大な俳優の一人に数えられる。
『ブリタニカ百科事典』ではブランドは「最も才能あるメソッド俳優で、不明瞭なぶつぶつとつぶやく話し方は従来のドラマチックな演技法に対する否定を示している。彼のリアルで情熱的な演技によって同世代の中で最も偉大な俳優の一人であると証明された」と記されている。ブランドの才能の明らかな矛盾について「彼は世代の中で最も影響力のある俳優であるとされている。しかし公に俳優という職業を軽蔑し...それは疑問の余地の残る選択や創造性のない演技という形で現れた。にもかかわらず彼の心を奪われる存在感と広い感情の幅と思わず見てしまうカリスマ性は残っていた」とも書かれている。

### 文化的影響

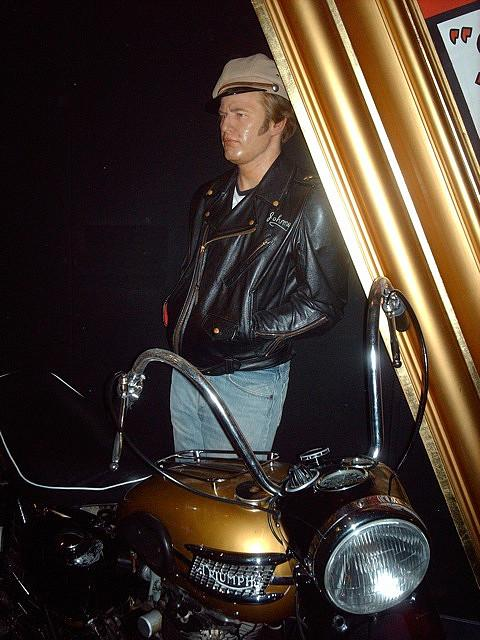
マダム・タッソー館にあるブランドの蝋人形展示と映画とは違う1957年/58年後期モデルのトライアンフ・サンダーバード

マーロン・ブランドは人気を持ち続ける文化的アイコンである。1950年代の国内における人気はアメリカ文化に深い影響を及ぼした。映画批評家ポーリン・ケイルによれば、「ブランドは戦後の安全への熱狂に対して反応した。主役として1950年代前半のブランドには掟がなく直感のみだった。ギャングスター・リーダーとアウトローの先駆者だった。彼は社会が欺瞞だと知っていたから反社会的だった。彼は欺瞞を受け入れない強さを持っていたから若者のヒーローだった。ブランドは現代版の自由なアメリカ人を表現していた。ブランドは未だに刺激的な銀幕のアメリカ人俳優である」という 。
社会学者のスーザン・マクドナルド＝ウォーカー博士は「スポーツ・レザー・ジャケット、ジーンズと不機嫌な目つきのマーロン・ブランドは素晴らしい栄光で"道路"をまとめる文化的アイコンになった」と述べた。『乱暴者』におけるギャング・リーダー、ジョニー・ストラブラー役の演技はアイコン的イメージとなり、反逆のイメージになったのと同時にPerfectoスタイルのバイク・ジャケット、斜めに被った帽子、ジーンズとサングラスを含むファッション・アクセサリにもなった。 ジョニーの髪型がサイドバーンの流行を呼び、ジェームズ・ディーンやエルヴィス・プレスリーを含む多くの者たちが真似をした。ディーンはブランドの演技スタイルを大きくコピーし、プレスリーは『監獄ロック』でブランドのイメージを役のモデルにした。『波止場』の「一流になれていたかもしれない」シーンは、『Brooklyn Boomer』を著したマーティン・H・レヴィンソンによれば「映画史上最も有名なセリフの一つであり、セリフそのものがアメリカ文化の語録になった」という。 ブランドの『乱暴者』における長く続く人気の一例として、2009年にジョニー・ストラブラー役のブランドが着用したレザー・ジャケットのレプリカが発売されたことがある。ジャケットは『乱暴者』に登場したトライアンフ・サンダーバードの製造元であるトライアンフ・モーターサイクルがブランドの財産の公式ライセンスのもと、販売した。
ブランドはまた、男性のセックスシンボルと見なされていた。リンダ・ウィリアムズは「マーロン・ブランドは1950年代後半から1960年代前半にかけてアメリカの典型的なセックスシンボルだった」と書いている。ブランドは1950年代とそれ以降、ジェームズ・ディーンとともにブッチルックとセルフイメージに影響を与えたレズビアン・アイコンである。
ブランドは音楽の世界でも生き続けている。最も著名なのはブルース・スプリングスティーンによる『It's Hard to Be a Saint in the City』で言及されていることで、歌詞の最初で「I could walk like Brando right in to the sun」と歌われている。ニール・ヤングの『優しきポカホンタス』はネイティブ・アメリカンへの生涯を通してのサポートに対する賛辞であり、歌の中でニールやポカホンタスと火を囲んでいると描写されている。彼はマドンナの『ヴォーグ』、レナード・コーエンのアルバム『New Skin for the Old Ceremony』収録『Is This What You Wanted』、スリップノットの同名のアルバム収録『Eyeless』でも言及されている。最近ではオーストラリアの歌手アレックス・キャメロンの2017年のアルバム『Forced Witness』にシンプルに『Marlon Brando』と題された曲で言及されている。ボブ・ディランの2020年の楽曲『My Own Version of You』では歌詞で「I'll take the Scarface Pacino and the Godfather Brando / Mix 'em up in a tank and get a robot commando.」とブランドの最も有名な演技について言及している。
ブランドはビートルズのアルバム『サージェント・ペパーズ・ロンリー・ハーツ・クラブ・バンド』のカバーを飾る多くの著名人の一人であり、リンゴ・スターの蝋人形の真上に並んでいる。
ブランドの映画とジェームズ・ディーンの影響により、ホンダは反逆者やアウトローのネガティブなイメージとバイクが結びつけられることを避けるため「You Meet the Nicest People on a Honda」という広告を出した。

### 演技について
自伝『母が教えてくれた歌』でブランドは下記のように述べている。
演技の一つの利点は演技によって人が日常生活では吐き出すことの出来ない感情の表現が俳優には出来ることだと、ずっと考えてきた。秘められた激しい感情が頭の後ろから吐き出されるのは、私が思うに、サイコドラマの観点で助けになる。今になって思うと、子供時代の感情的な不安定さ、自分らしくいることが許されず、愛を求めるが与えられない苛立ち、自分には価値がないという気づきが私を俳優として助けてくれたかもしれない。少なくとも少しは。ほとんどの人が持っていない激しさを与えてくれたと思う。
ブランドはまた、舞台への大きな敬愛を抱きつつも、最初の成功後、戻らないつもりであると明かしている。それは主に舞台での仕事は感情的に消耗が激しいからだという。
『欲望という名の電車』で覚えていることは、6晩と2つの午後の演技によって感情的に粉々に砕かれたことだ。毎回観客に自分の感情を伝えようと、毎晩8時30分に舞台に上がって怒鳴り、叫び、泣き、皿を割って家具を蹴り壁をパンチして来る日も来る日も同じ激しさの苦しい感情を"経験"をすることを想像してほしい。とても疲れることだ。
ブランドはステラ・アドラーと彼女のスタニスラフスキー演技テクニックに対する理解がアメリカ映画にリアリティを持ち込んだと繰り返し述べたが、こうも付け加えている。
この演技学校はアメリカの演劇と映画によく役立った。しかしそれは窮屈なものだ。アメリカの演劇では決してシェイクスピアや他のあらゆるクラシカルな劇を満足に表現することが出来なかった。我々には単純にそのスタイルがないのだ。言語に対する心遣いや文化的な素養が...シェイクスピアではぶつぶつつぶやくことは出来ない。アドリブも許されず、脚本に忠実に沿って演じることが求められる。イギリスの演劇には我々が認識していない言語的センスがある...アメリカにおいて英語という言語はほとんどパトワになってしまった。
2015年のドキュメンタリー『マーロン・ブランドの肉声』で、ブランドは死亡シーンを演じることについて考えを話している。彼は「演じるのが難しい。観客に死んでいると信じさせなければならない...人生で最も愛情溢れる瞬間を思い出さなければならない」と述べている。ブランドの好きな俳優はスペンサー・トレイシー、ジョン・バリモア、フレドリック・マーチ、ジェームズ・キャグニー、ポール・ムニであった。彼は他にもショーン・ペン、ジャック・ニコルソン、ジョニー・デップ、ダニエル・デイ＝ルイスを賞賛している。

### 遺産
2004年の死後、2160万ドルの価値があるとみられる遺産を残した。『フォーブス』によれば、2005年に彼の財産は900万ドル増え、同年この雑誌によって世界で最も稼ぐ死後のセレブリティのひとりに選ばれた。
2019年12月、フランシス・フォード・コッポラのベトナム戦争叙事詩『地獄の黙示録』でブランドが着用していたロレックスGMTマスター Ref. 1675が161万ドルでオークションに出されることが発表された。経費とともに195万2000ドルで落札された。

## エピソード
蒼天航路に登場する董卓はブランドをモデルに作られたとされる。

## 受賞歴
| 賞                             | 年     | 部門                                     | 作品                                  | 結果       |
| ------------------------------ | ------ | ---------------------------------------- | ------------------------------------- | ---------- |
| アカデミー賞                   | 1951年 | 主演男優賞                               | 『欲望という名の電車』                | ノミネート |
| アカデミー賞                   | 1952年 | 主演男優賞                               | 『革命児サパタ』                      | ノミネート |
| アカデミー賞                   | 1953年 | 主演男優賞                               | 『ジュリアス・シーザー』              | ノミネート |
| アカデミー賞                   | 1954年 | 主演男優賞                               | 『波止場』                            | 受賞       |
| アカデミー賞                   | 1957年 | 主演男優賞                               | 『サヨナラ』                          | ノミネート |
| アカデミー賞                   | 1972年 | 主演男優賞                               | 『ゴッドファーザー』                  | 受賞       |
| アカデミー賞                   | 1973年 | 主演男優賞                               | 『ラストタンゴ・イン・パリ』          | ノミネート |
| アカデミー賞                   | 1989年 | 助演男優賞                               | 『白く渇いた季節』                    | ノミネート |
| カンヌ国際映画祭               | 1952年 | 男優賞                                   | 『革命児サパタ』                      | 受賞       |
| 英国アカデミー賞               | 1952年 | 外国男優賞                               | 『革命児サパタ』                      | 受賞       |
| 英国アカデミー賞               | 1953年 | 外国男優賞                               | 『ジュリアス・シーザー』              | 受賞       |
| 英国アカデミー賞               | 1954年 | 外国男優賞                               | 『波止場』                            | 受賞       |
| 英国アカデミー賞               | 1955年 | 外国男優賞                               | 『若き獅子たち』                      | ノミネート |
| 英国アカデミー賞               | 1972年 | 主演男優賞                               | 『ゴッドファーザー』 『妖精たちの森』 | ノミネート |
| 英国アカデミー賞               | 1973年 | 主演男優賞                               | 『ラストタンゴ・イン・パリ』          | ノミネート |
| 英国アカデミー賞               | 1989年 | 助演男優賞                               | 『白く渇いた季節』                    | ノミネート |
| ゴールデングローブ賞           | 1954年 | 主演男優賞（ドラマ部門）                 | 『波止場』                            | 受賞       |
| ゴールデングローブ賞           | 1954年 | ヘンリエッタ賞                           | -                                     | ノミネート |
| ゴールデングローブ賞           | 1955年 | ヘンリエッタ賞                           | -                                     | 受賞       |
| ゴールデングローブ賞           | 1956年 | 主演男優賞（ミュージカル・コメディ部門） | 『八月十五夜の茶屋』                  | ノミネート |
| ゴールデングローブ賞           | 1957年 | 主演男優賞（ドラマ部門）                 | 『サヨナラ』                          | ノミネート |
| ゴールデングローブ賞           | 1963年 | 主演男優賞（ドラマ部門）                 | 『侵略』                              | ノミネート |
| ゴールデングローブ賞           | 1972年 | 主演男優賞（ドラマ部門）                 | 『ゴッドファーザー』                  | 受賞       |
| ゴールデングローブ賞           | 1972年 | ヘンリエッタ賞                           | -                                     | 受賞       |
| ゴールデングローブ賞           | 1973年 | ヘンリエッタ賞                           | -                                     | 受賞       |
| ゴールデングローブ賞           | 1989年 | 助演男優賞                               | 『白く渇いた季節』                    | ノミネート |
| ニューヨーク映画批評家協会賞   | 1954年 | 主演男優賞                               | 『波止場』                            | 受賞       |
| ニューヨーク映画批評家協会賞   | 1972年 | 主演男優賞                               | 『ゴッドファーザー』                  | 次点       |
| ニューヨーク映画批評家協会賞   | 1973年 | 主演男優賞                               | 『ラストタンゴ・イン・パリ』          | 受賞       |
| ニューヨーク映画批評家協会賞   | 1989年 | 助演男優賞                               | 『白く渇いた季節』                    | 次点       |
| ダヴィッド・ディ・ドナテッロ賞 | 1958年 | 外国男優賞                               | 『サヨナラ』                          | 受賞       |
| 全米監督協会賞                 | 1961年 | 長編映画監督賞                           | 『片目のジャック』                    | ノミネート |
| サン・セバスティアン国際映画祭 | 1961年 | 最優秀映画賞                             | 『片目のジャック』                    | 受賞       |
| 全米映画批評家協会賞           | 1972年 | 主演男優賞                               | 『ゴッドファーザー』                  | 2位        |
| 全米映画批評家協会賞           | 1973年 | 主演男優賞                               | 『ラストタンゴ・イン・パリ』          | 受賞       |
| カンザスシティ映画批評家協会賞 | 1972年 | 主演男優賞                               | 『ゴッドファーザー』                  | 受賞       |
| ゴールデンラズベリー賞         | 1980年 | 最低助演男優賞                           | 『ジェネシスを追え』                  | ノミネート |
| ゴールデンラズベリー賞         | 1992年 | 最低助演男優賞                           | 『コロンブス』                        | ノミネート |
| ゴールデンラズベリー賞         | 1996年 | 最低助演男優賞                           | 『D.N.A. ドクター・モローの島』       | 受賞       |
| ゴールデンラズベリー賞         | 1996年 | 最低スクリーンカップル賞                 | 『D.N.A. ドクター・モローの島』       | ノミネート |
| 東京国際映画祭                 | 1989年 | 男優賞                                   | 『白く渇いた季節』                    | 受賞       |

## 日本語文献
- ロバート・リンゼイと共著 『母が教えてくれた歌　マーロン・ブランド自伝』 内藤誠・雨海弘美訳、角川書店、1995年
- パトリシア・ボズワース 『マーロン・ブランド』 田辺千景訳、岩波書店〈ペンギン評伝双書〉、2004年